# Toyota Yaris
Toyota Yaris (укр. Тойота Яріс) — субкомпактний автомобіль виробництва японського концерну Toyota, що випускається з 1999 року.
Для внутрішнього ринку Японії випускається під назвою «Toyota Vitz» (три-і п'ятидверний хетчбек), а також «Toyota Platz» (варіанти виконання купе і седан з 1999 по 2005 роки) і «Toyota Belta» (седан з 2005 по 2010 роки). На американському і канадському ринках c 1999 по 2005 рік була відома як «Toyota Echo» (у варіанті дводверного седана). Існують також позначені вище варіанти назв для австралійського ринку.
Перше покоління хетчбека з'явилося в 1998 році, друге — у 2005-му. Виробництво третього покоління цієї малолітражки стартувало на заводі концерну в Йокогамі 22 грудня 2010 року.

## Перше покоління (XP10/XP20; 1999—2006)

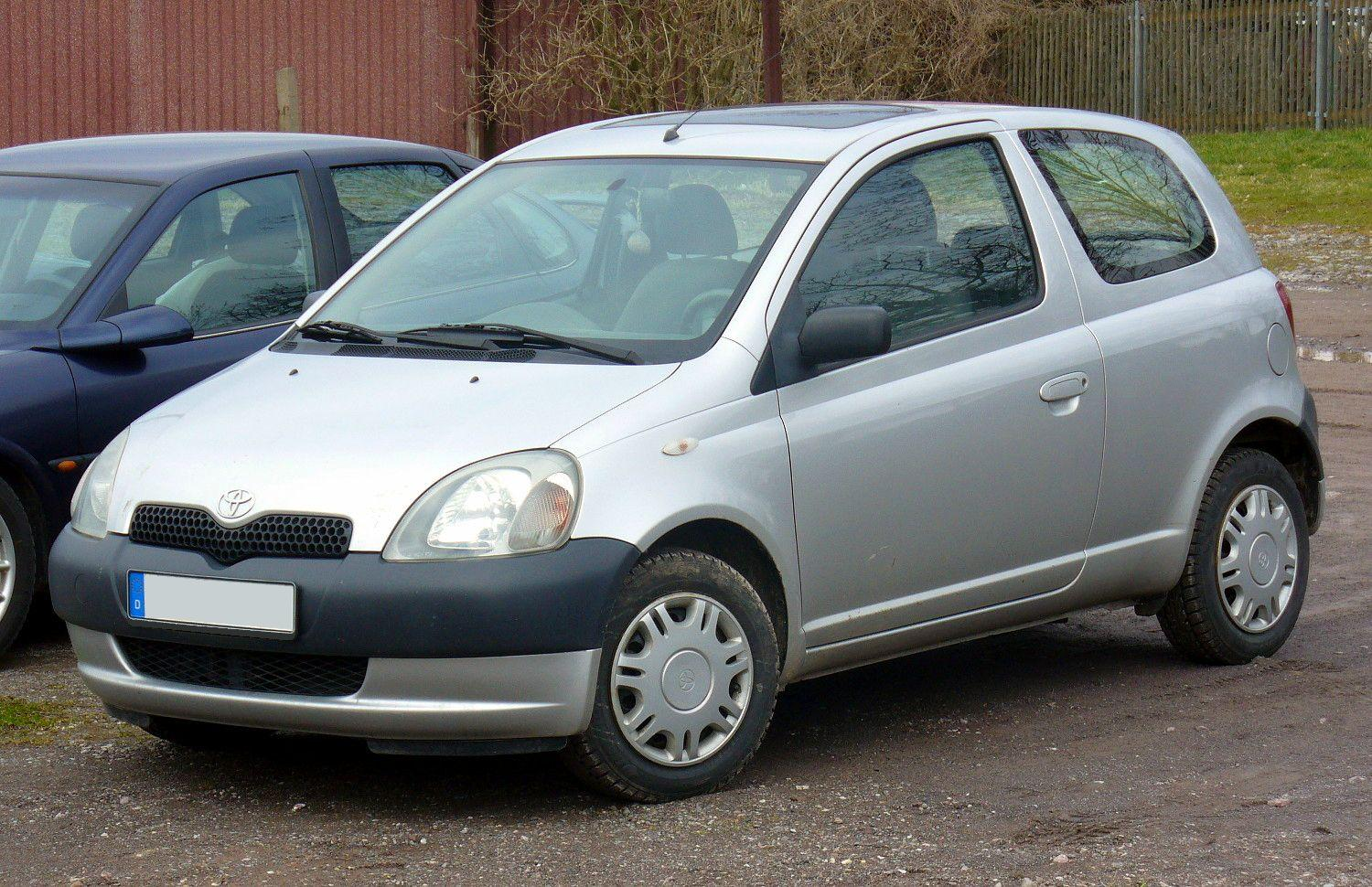
Toyota Yaris I (1999—2003)

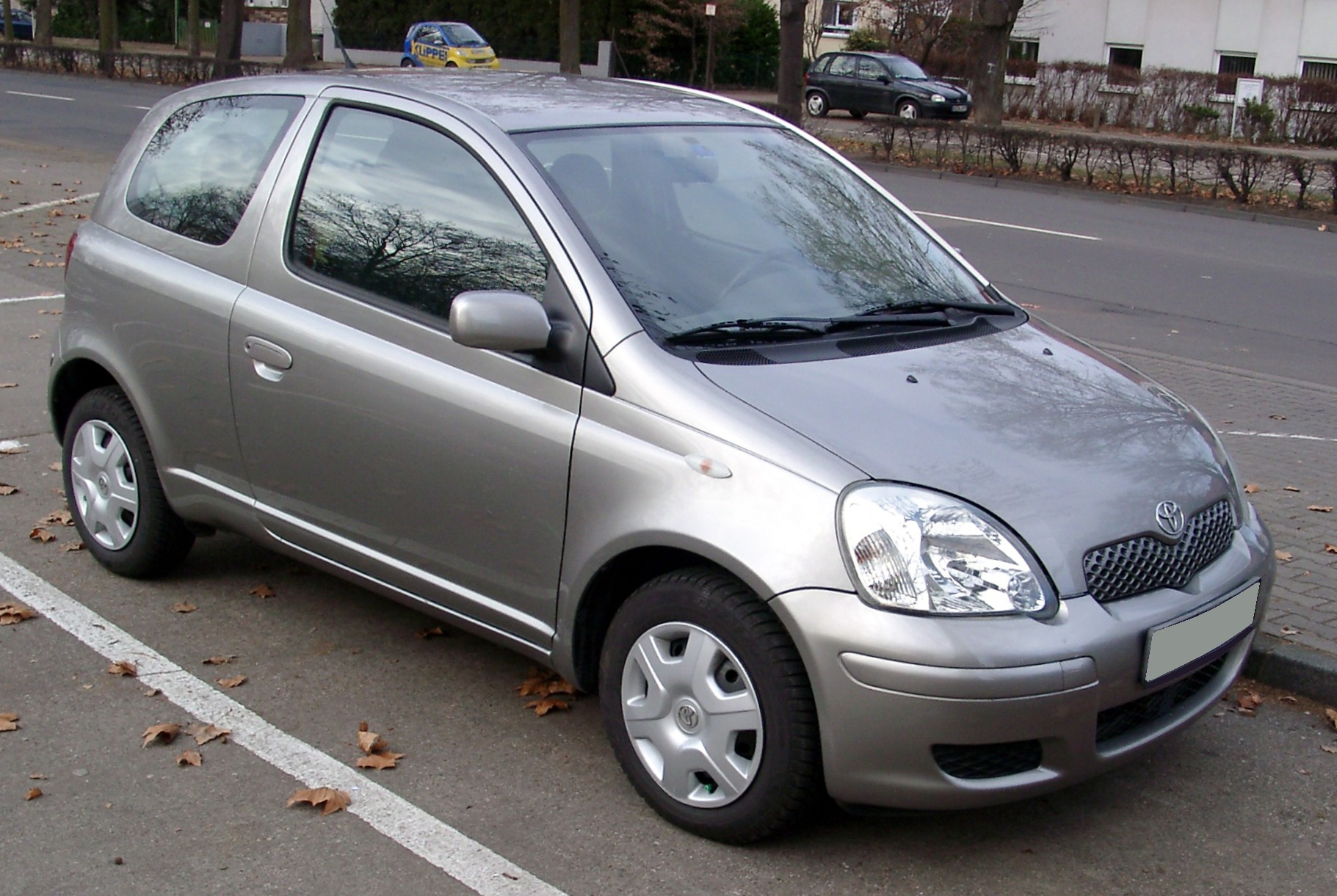
Toyota Yaris I (2003—2006)

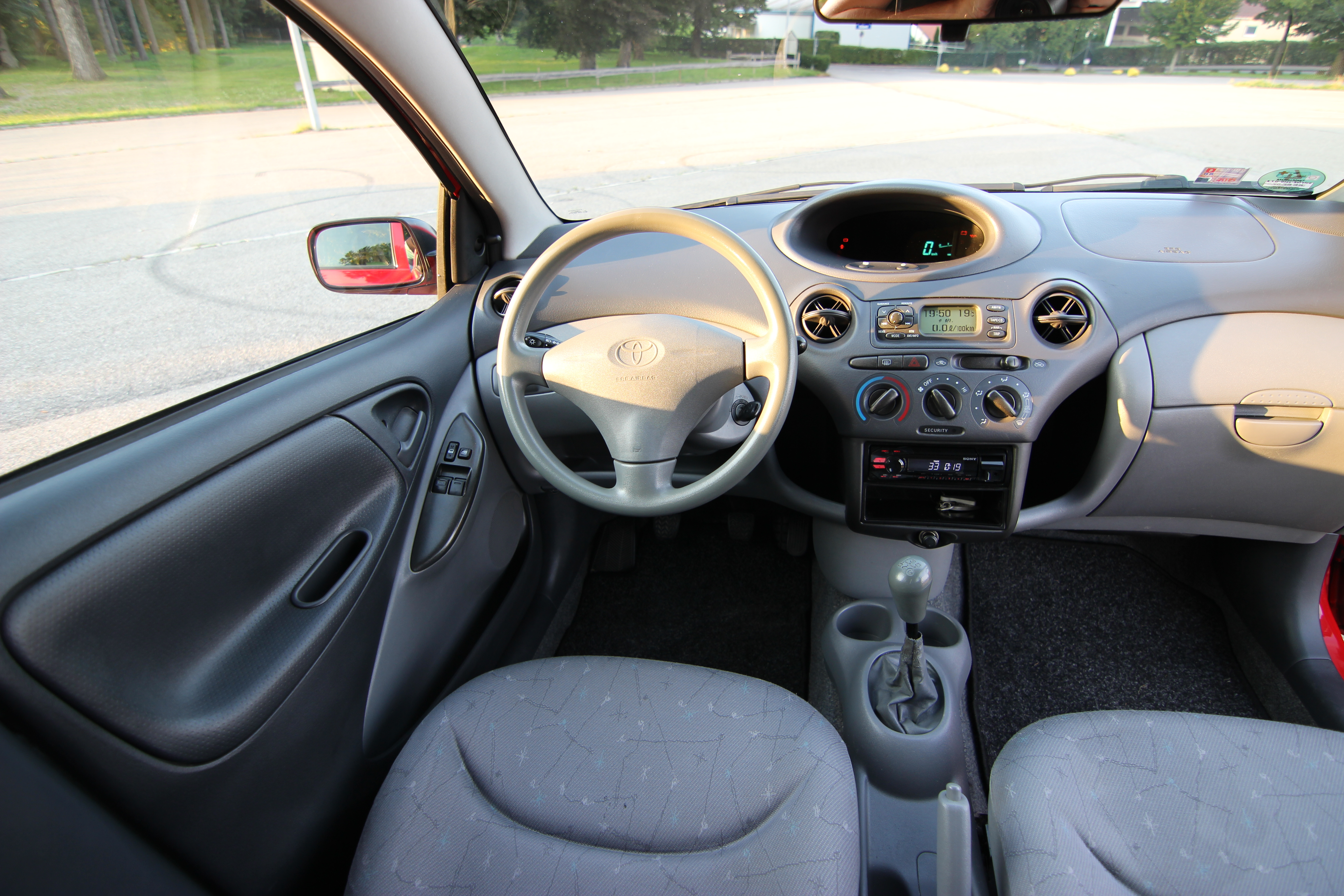
Салон Toyota Yaris I

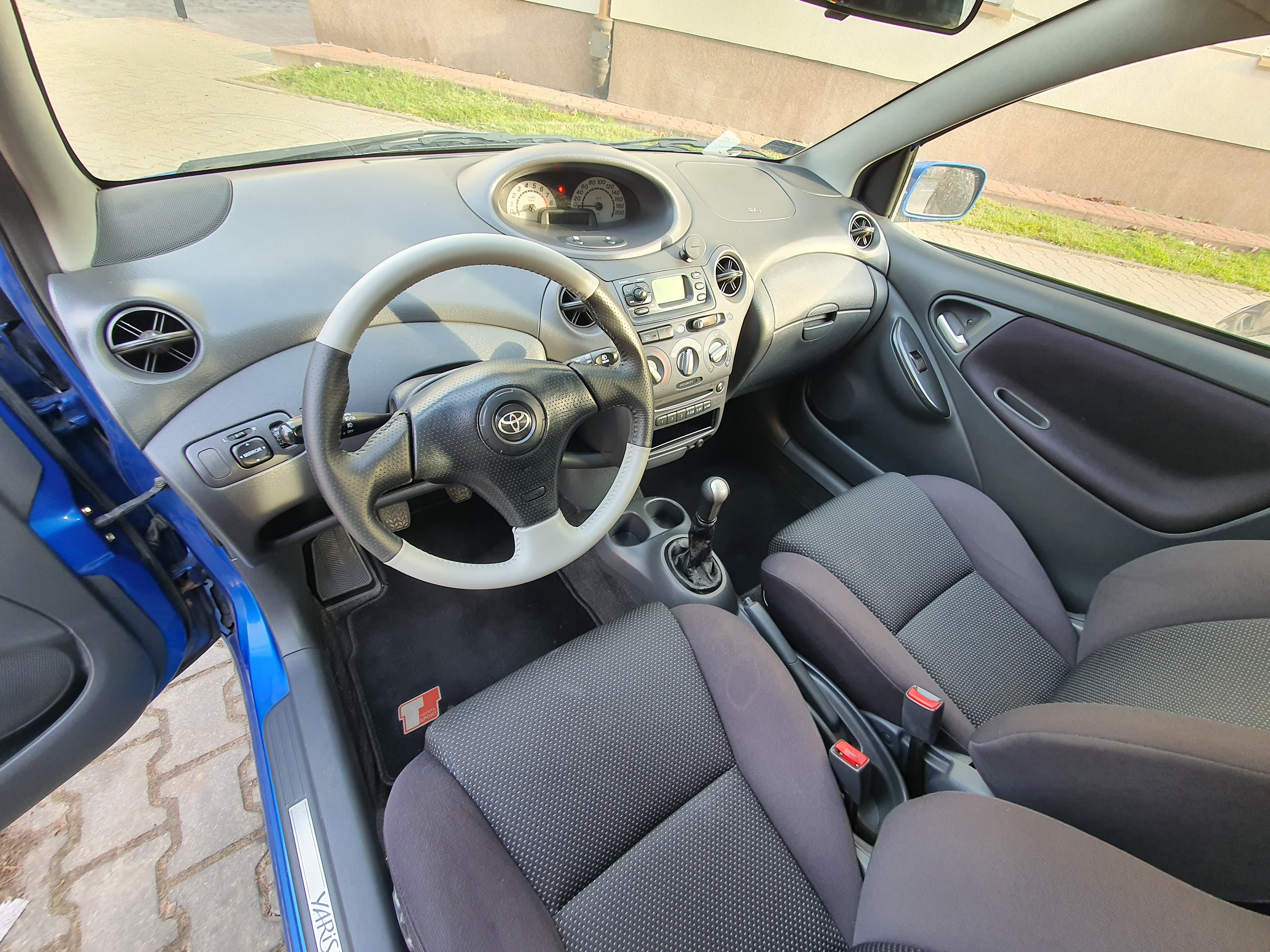
Салон Toyota Yaris I TS 2001

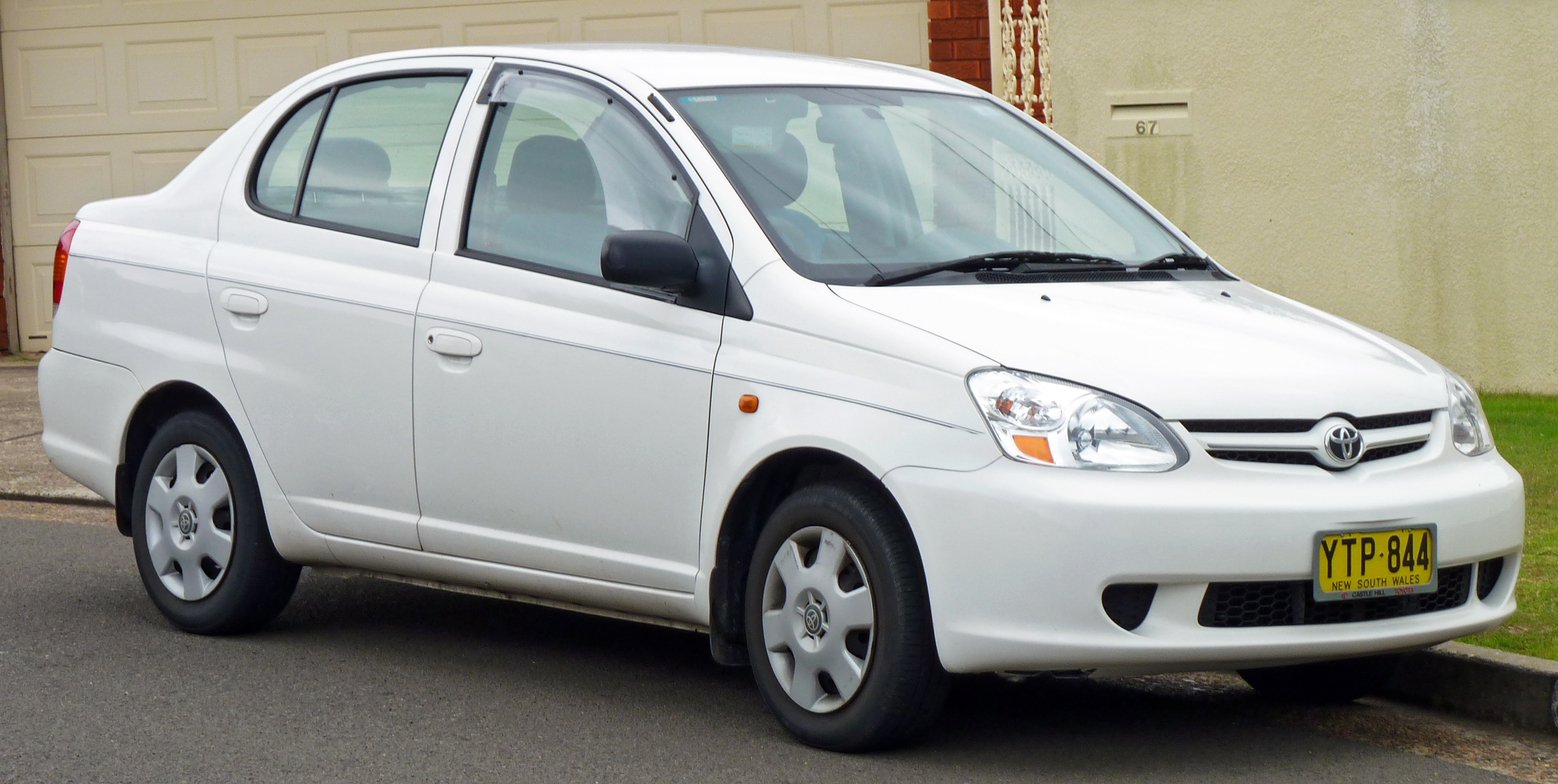
Toyota Echo

Перше покоління в Європі дебютувало навесні 1999 року в кузові 3-х і 5-ти дверного хетчбека, в США і Канаді з літа 1999 року пропонувалася модель кузовом седан і купе під назвою Toyota Echo. Toyota Yaris є наступником Toyota Starlet і хетчбека Toyota Tercel. Симпатична машинка завдовжки всього 3,6 метра з м'якими обтічними формами мала непогану аеродинаміку з коефіцієнтом опору 0,3. Велика колісна база і висота автомобіля дозволяли розмістити в салоні чотирьох дорослих ростом 190 см або п'ятьох середнього зросту. Цікавою особливістю моделі були розташовані по центру передньої панелі прилади. Вважалося, що розміщення приладів далі від водія дозволить зменшити час перефокусировки погляду при перенесенні його з дороги на покажчики. Іншим оригінальним нововведенням було переміщується заднє сидіння. При необхідності його можна було змістити вперед на 150 міліметрів, збільшивши з 205 до 305 літрів обсяг багажника. При складених задніх сидіннях обсяг простору для багажу зростав до 950 літрів.
Автомобіль комплектувався бензиновими двигунами 1,0 л (68 к.с.) і 1,3 л (86 к.с.) з змінними фазами газорозподілу VVT-i і турбодизелем 1,4 л D4-D Common Rail (75 к.с.). В деяких європейських країнах пропонувався Yaris TS з атмосферним 1,5 л VVT-i потужністю 106  к.с., спортивна версія під назвою. У Швейцарії з'явився спеціальний обмежений Yaris TS Turbo з 1,5-літровим двигуном з турбонаддувом потужністю 150 к.с.
Спереду у автомобіля була незалежна підвіска типу Макферсон з L-подібними нижніми важелями і стабілізатором поперечної стійкості, ззаду — незалежна з Н-подібною балкою, що скручується і роздільним розміщенням пружин і амортизаторів, рейкове рульове управління могло бути укомплектовано гідропідсилювачем, в гальмівній системі застосовувалися передні дискові вентильовані гальма і задні барабанні, на замовлення встановлювалася антиблокувальна система (ABS).
У 2003 році на Женевському автосалоні був показаний оригінальний концепт Yaris Cabrio з кузовом кабріолет, серійно цей автомобіль не випускався.
Навесні 2003 року, Yaris модернізували. Автомобіль отримав нові передній і задній бампера, оригінальні «плачучі» фари, третій стоп-сигнал ззаду. З'явилися нові варіанти оснащення салону, розділені в пропорції 6: 4 спинки задніх сидінь стали стандартним обладнанням. Для підвищення пасивної безпеки кузов був посилений в районі передніх стійок, порогів і передньої частини підлоги. У підвісці встановили пружини інший жорсткості і по-іншому відкалібровані амортизатори. З'явився новий, створений на базі літрового, 1,3-літровий двигун (тепер Яріс мав чотири бензинові мотори), разом з ним стали встановлювати кліноременний варіатор. Варіатор мав потужний гидронасос з електронним управлінням, що дозволяло дуже швидко міняти передавальне відношення. У поєднанні з опційною системою «старт-стоп», яка відключала двигун при зупинці автомобіля, Яріс ставав однією з найбільш економічних моделей в класі.

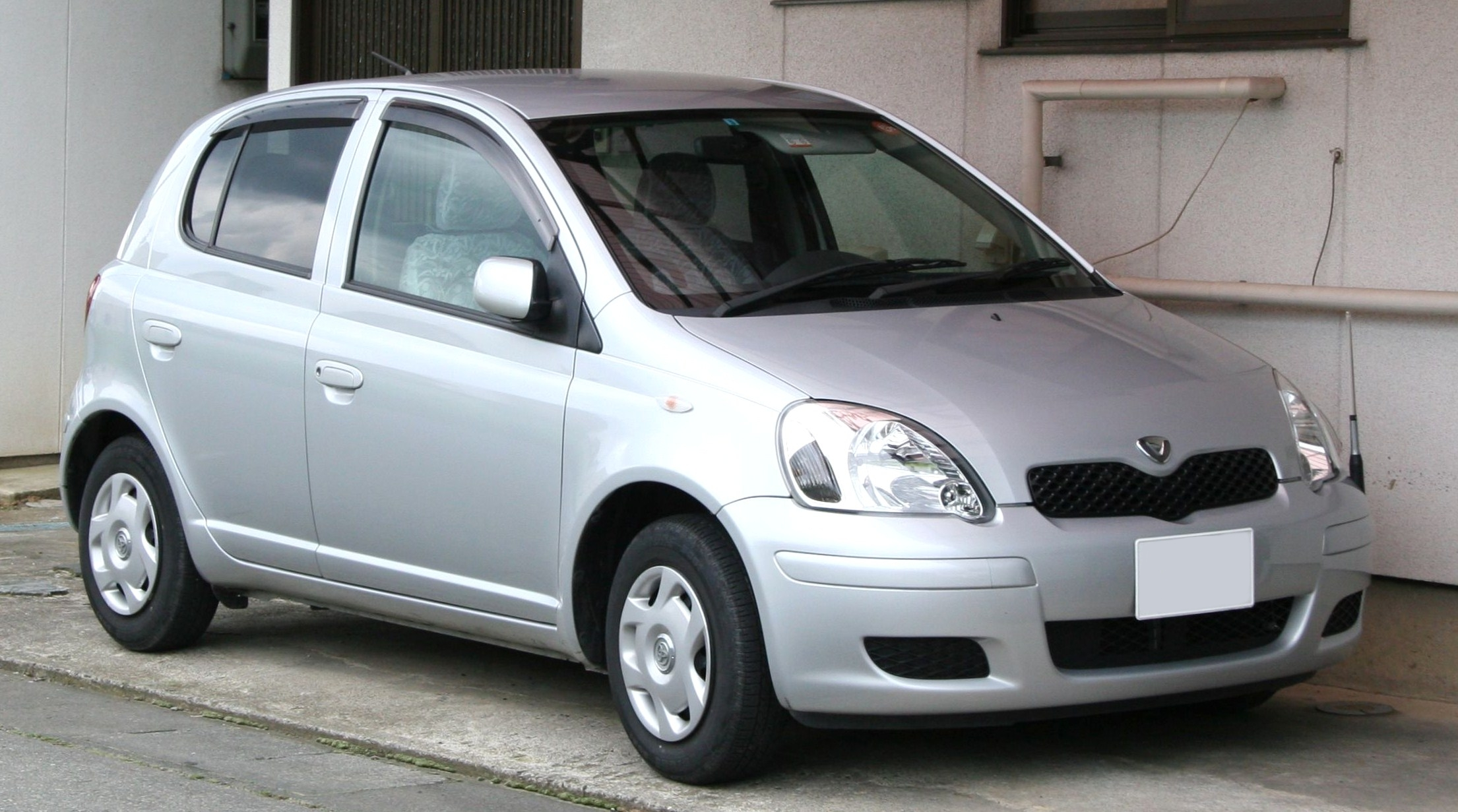
3/5-двірний гетчбек Toyota Vitz (XP10)
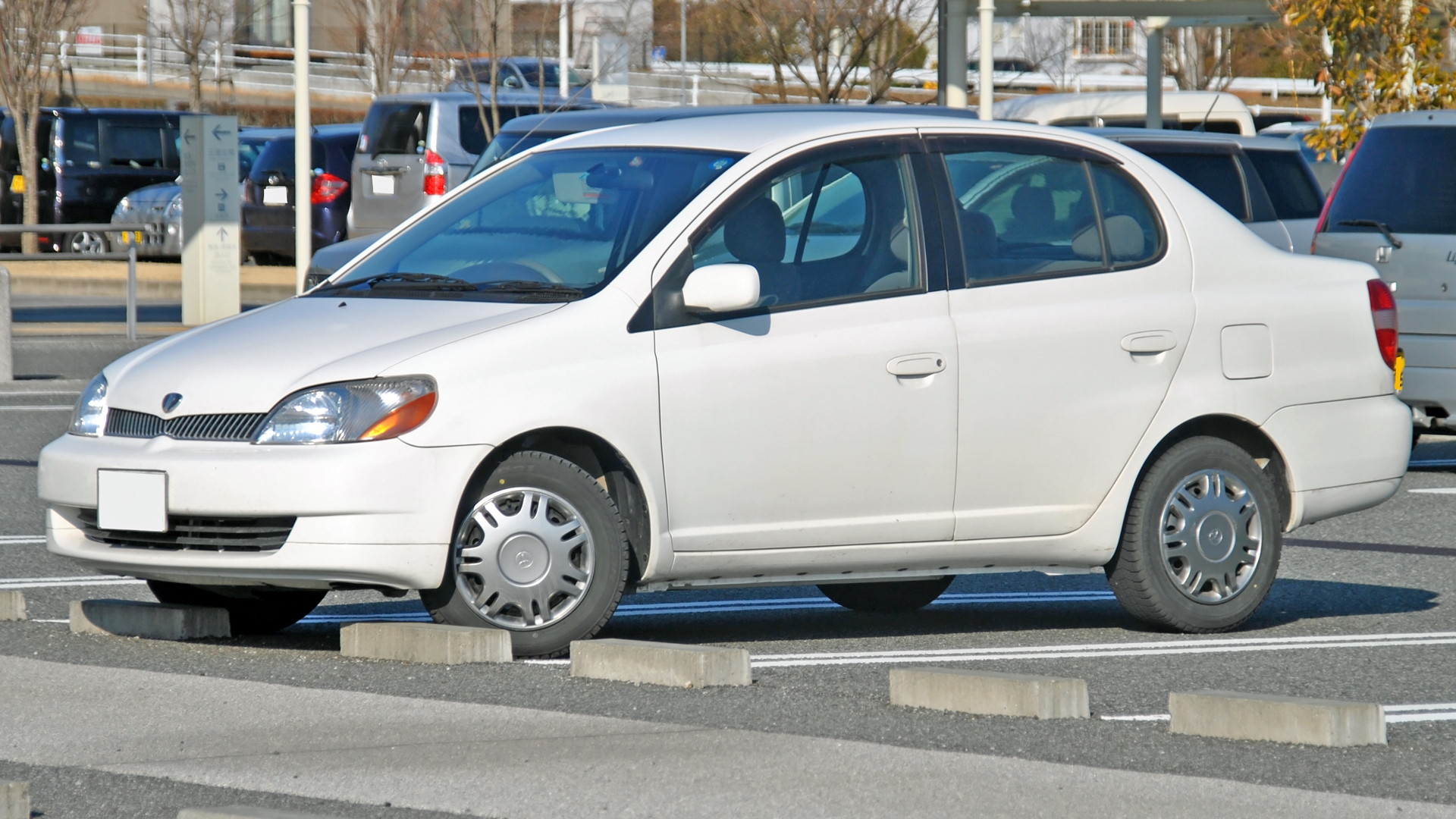
2/4-двірний седан Toyota Platz (XP10)

### Yaris Verso

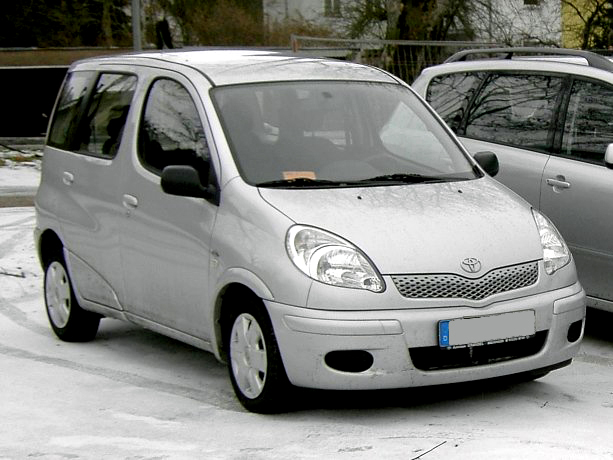
Toyota Yaris Verso

Пасажирський фургон (компактвен) FunCargo (яп. フ ァ ン カ ー ゴ) мав схожу на Yaris передню частину кузова, але мав високо піднятий дах. Колісна база, довжина і висотка фургона були більші, ніж у базового хетчбека. Усередині салону розташовувалися два ряди сидінь, причому задні складалися, повністю йдучи під підлогу, створюючи велику рівну площадку, на якій легко розміщувалися два велосипеди. Доступний для вантажу обсяг в такому положенні становив 2,16 м³ (під стелю), обсяг багажника за задніми сидіннями дорівнював 390 літрам (під полицю). Середню частину складається з трьох частин заднього сидіння можна було скласти або прибрати повністю, що дозволяло перевозити в салоні чотирьох пасажирів і довгі предмети багажу. Автомобіль комплектувався 1,3-літровим і 1,5-літровим моторами і тільки автоматичними коробками передач, причому важіль управління розташовувався на рульовій колонці. На всі моделі стандартно встановлювалося рульове управління з підсилювачем.
Навесні на Женевському автосалоні 2000 року представлений компактвен Toyota Yaris Verso для європейського ринку. Це європейська модифікація Toyota Fun Cargo. Спочатку він комплектувався тільки 1,3-літровим мотором в поєднанні з механічною або автоматичною коробками передач. Автомобіль виготовлявся до середини 2005 року.

### Двигуни
Бензинові
- 1.0 л D4D I4
- 1.3 л 2SZ-FE I4
- 1.3 л 2NZ-FE I4
- 1.5 л 1NZ-FE I4
- 1.5 л 1NZ-FE I4-T

Дизельні
- 1.4 л 1ND-TV I4-T
- 1.9 L F9Q I4-T

## Друге покоління (XP90; 2005—2013)

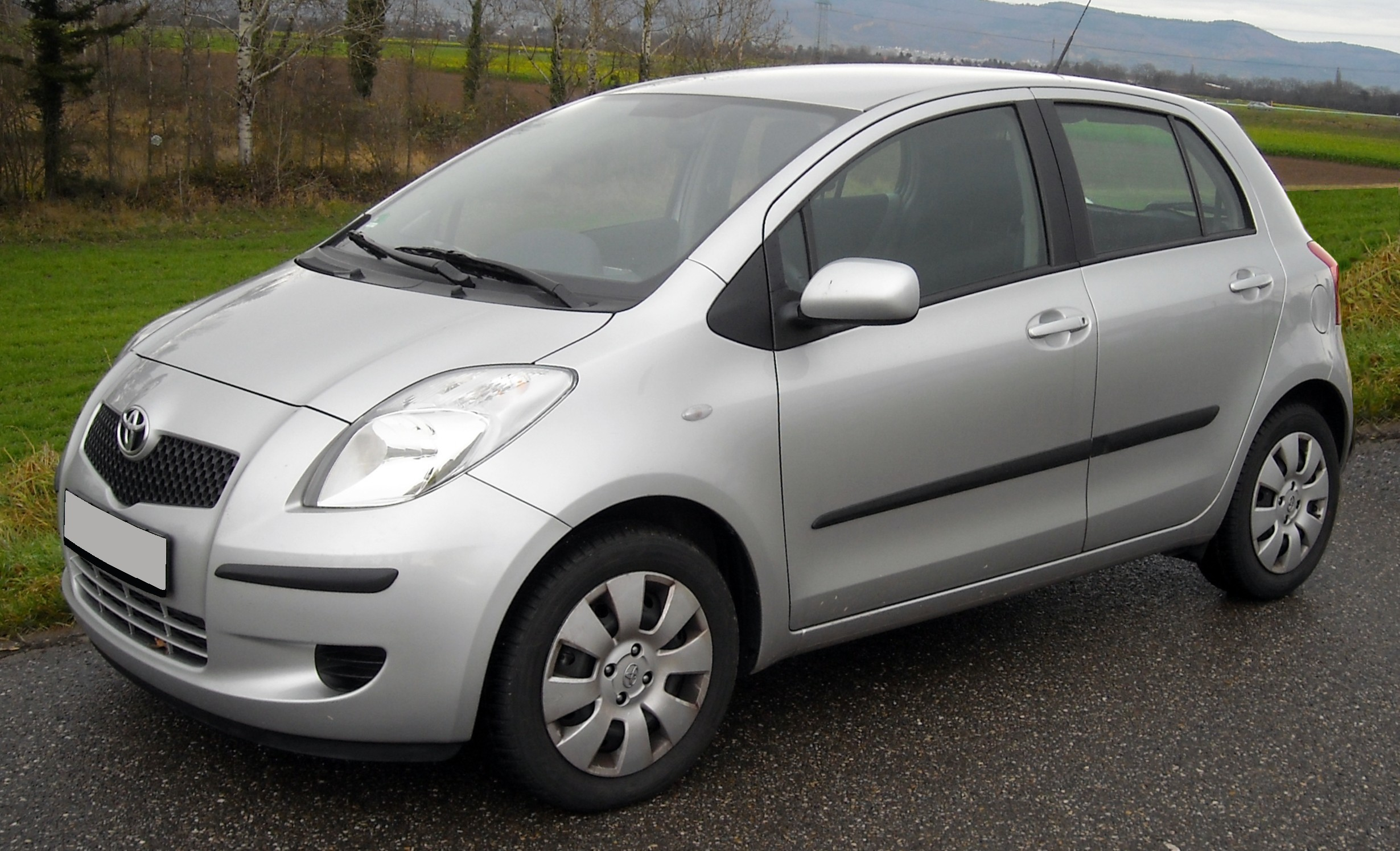
Toyota Yaris II (2006—2009)

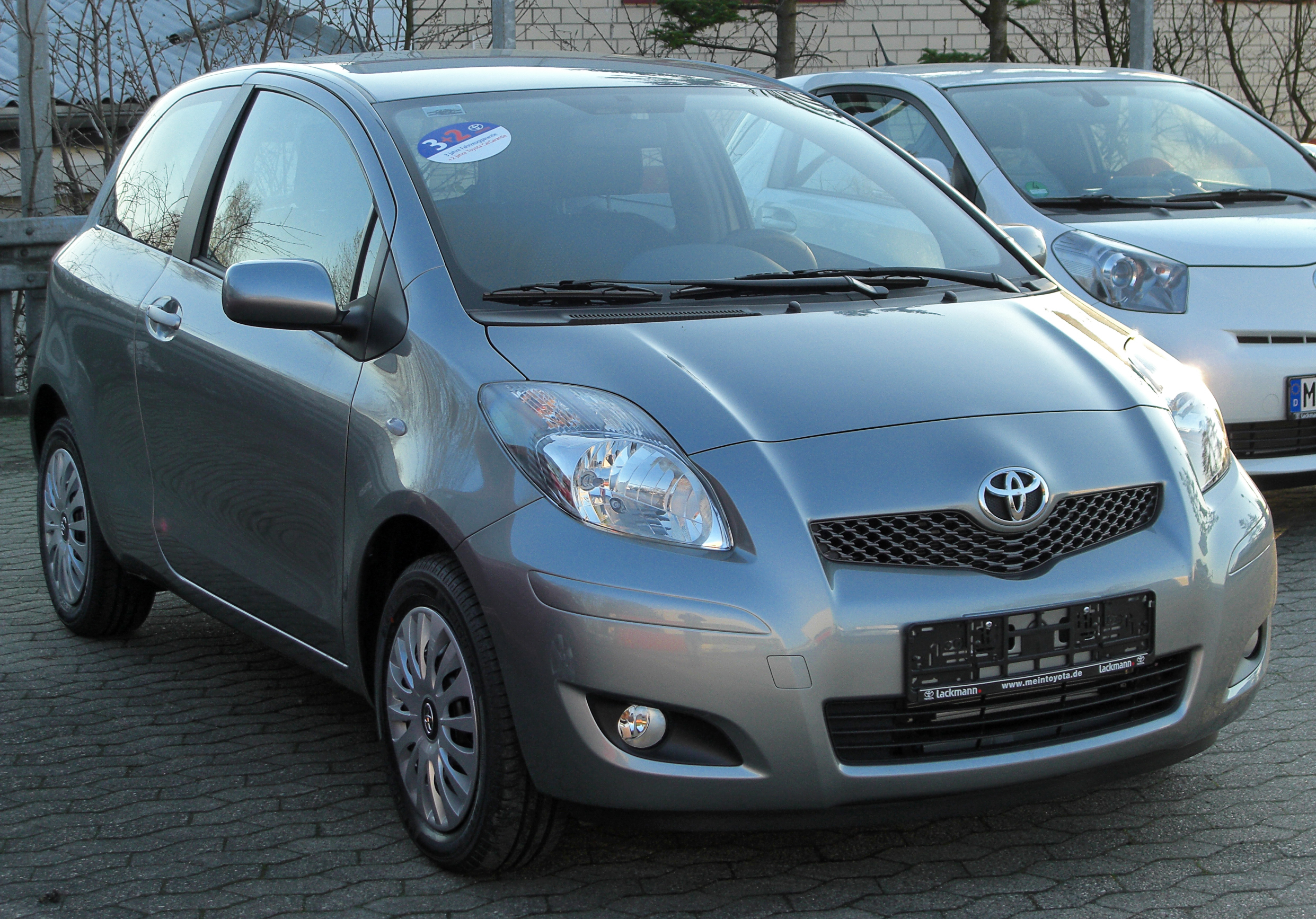
Toyota Yaris II (2009—2011)

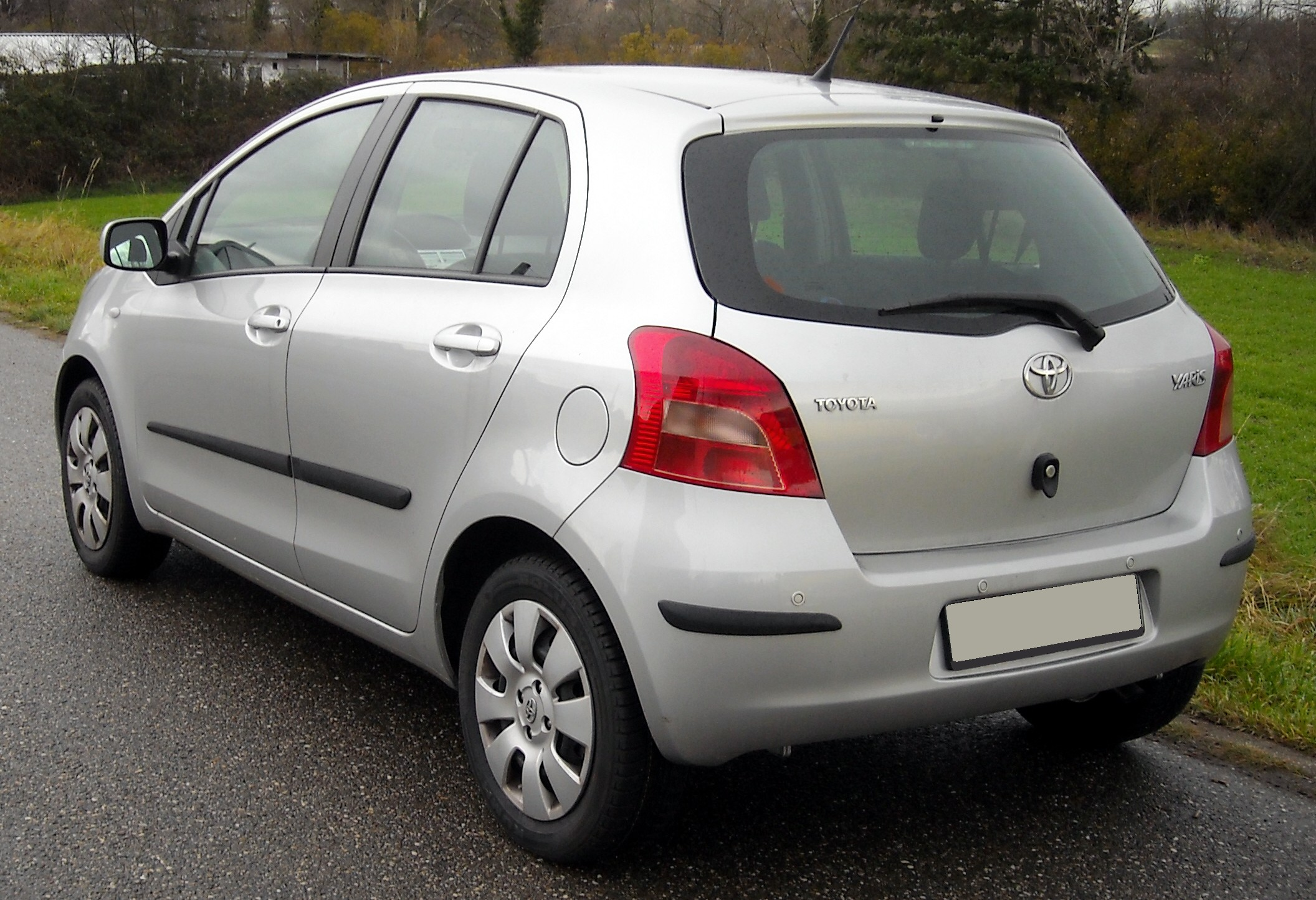
Toyota Yaris II

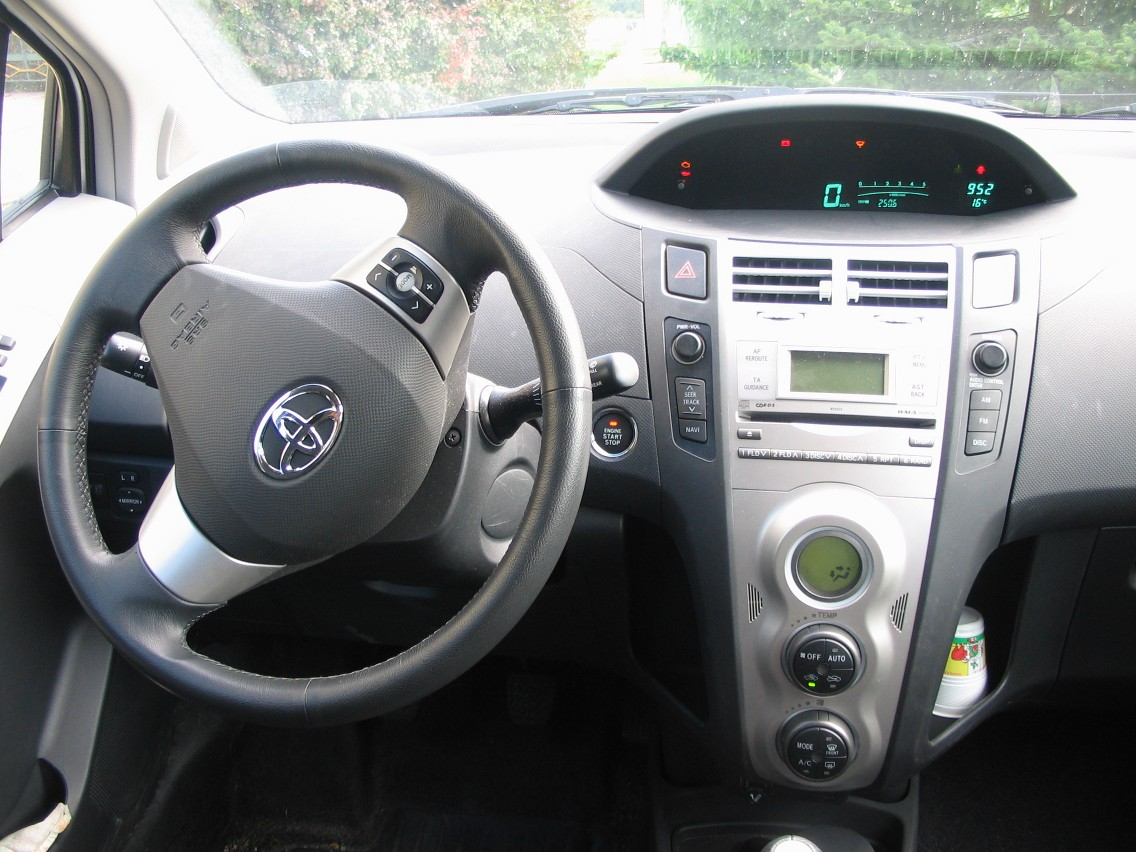
Toyota Yaris II

На початку 2006 року в Європі дебютував другого покоління Toyota Yaris в кузові хетчбек. Зовнішній вигляд автомобіля був створений в Європейській студії Toyota ED² (Europe Design Development) в Ніцці. Він став більшим в усіх вимірах: вищим, ширшим і довшим. Застосування високоміцних сталей дозволило зробити кузов набагато жорсткішим, всі схильні до іржавіння панелі були виготовлені з оцинкованої сталі. За рахунок зміщення салону вперед всередині стало вільніше, цьому також сприяли передні сидіння з тонкими спинками і абсолютно рівну (тільки у передньопривідній версії) підлогу. Кожна з половинок (1/3 або 2/3) заднього сидіння могла переміщатися вперед-назад окремо, крім того, спинка кожної частини регулювалася по куту нахилу. Все це дозволяло змінювати обсяг багажника в широкому діапазоні від 272 до 363 літрів. Складалися частини заднього сидіння одним рухом: треба було просто потягнути за важіль зверху спинки, при цьому сидінні зрушувалося вперед, подушка йшла вниз, а зверху укладалася спинка. Обсяг багажника при складених задніх сидіннях становив 737 літрів (по верху спинок передніх сидінь).
Yaris II був у варіантах Toyota Yaris 1,0 л VVT-I (69 к.с.), Toyota Yaris 1,33 л Dual VVT-I (101 к.с.) та Toyota Yaris 1,4 D-4D (90 к.с.).
Повністю нова передня підвіска зі стійками Макферсон мала поліпшену геометрію, більш потужні амортизатори, по-іншому встановлені пружини. У новій напівнезалежною задній підвісці використовувалася поперечина у вигляді перевернутої букви U спеціально підібраною форми, що дозволило відмовитися від окремого стабілізатора поперечної стійкості. Рульове управління з електропідсилювачем було стандартним для всіх моделей, що складається при ударі рульова колонка регулювалася по вильоту і куту нахилу. Гальмівна система стандартно обладналася антиблокувальною системою (ABS), системою електронного розподілу гальмівних сил (EBD) і системою допомоги при екстреному гальмуванні (BAS).
13 січня 2007 року відбулася запуск спортивної версії Yaris TS з оригінальним 1,8-літровим двигуном потужністю 133 к.с. У повністю новому легкому і компактному моторі застосовувалася система зміни фаз газорозподілу як на впуску, так і на випуску (Dual VVT-i). З двигуном зістиковується спеціальна посилена п'ятиступінчаста механічна коробка передач зі зближеними передавальними числами. У заниженій на 8 міліметрів підвісці використовувалися інші пружини і по-іншому налаштовані амортизатори, рульове управління мало менше передавальне число, яке забезпечує лише 2,3 оберти керма від упору до упору, ззаду з'явилися дискові гальма. Стандартно встановлювалися 16-дюймові колеса, але можна було замовити і 17-дюймові. Зовні автомобіль відрізнявся новим переднім бампером з вбудованими протитуманними фарами, новими стільниковими ґратами радіатора, накладками на пороги, новим заднім бампером з нижнім спойлером і протитуманними ліхтарями. У салоні були встановлені спортивні сидіння, передня панель з хромованою обробкою мала іншу панель приладів, рульове колесо і важіль перемикання передач були оброблені шкірою. З таким же зовнішнім і внутрішнім оформленням і штільдіком RS можна було замовити автомобілі і зі стандартним 1,5-літровим мотором або дизелем.
У січні 2009 року Yaris II модернізували. Автомобіль отримав нові фари зі збільшеною площею рефлектора, нові передній і задній бампери, утоплену радіаторну решітку і нові задні ліхтарі. У салоні з'явилася передня панель з новою обробкою, трохи по-іншому оформлене рульове колесо і важіль перемикання передач. З'явилася можливість замовлення варіатора з імітацією ручного перемикання передач як за допомогою переміщення підлогового важеля вперед-назад, так і за допомогою підрульових пелюсток-перемикачів.
Yaris отримав новий легкий і економічний двигун робочим об'ємом 1,33 літра і потужністю 100 к.с. з системою зміни фаз газорозподілу як на впуску, так і на випуску (Dual VVT-i) стандартно обладнаний старт-стоп системою і шестиступінчаста коробка передач. Така коробка встановлювалася на автомобілі з новим мотором або дизелем, який також був трохи модернізований. Шестиступінчаста коробка могла бути як зі звичайним механічним, так і з роботизованим автоматичним приводом. В останньому варіанті, крім автоматичного, перемикати передачі можна було і в ручний режим за допомогою підрульових пелюсток.

### Yaris Sedan

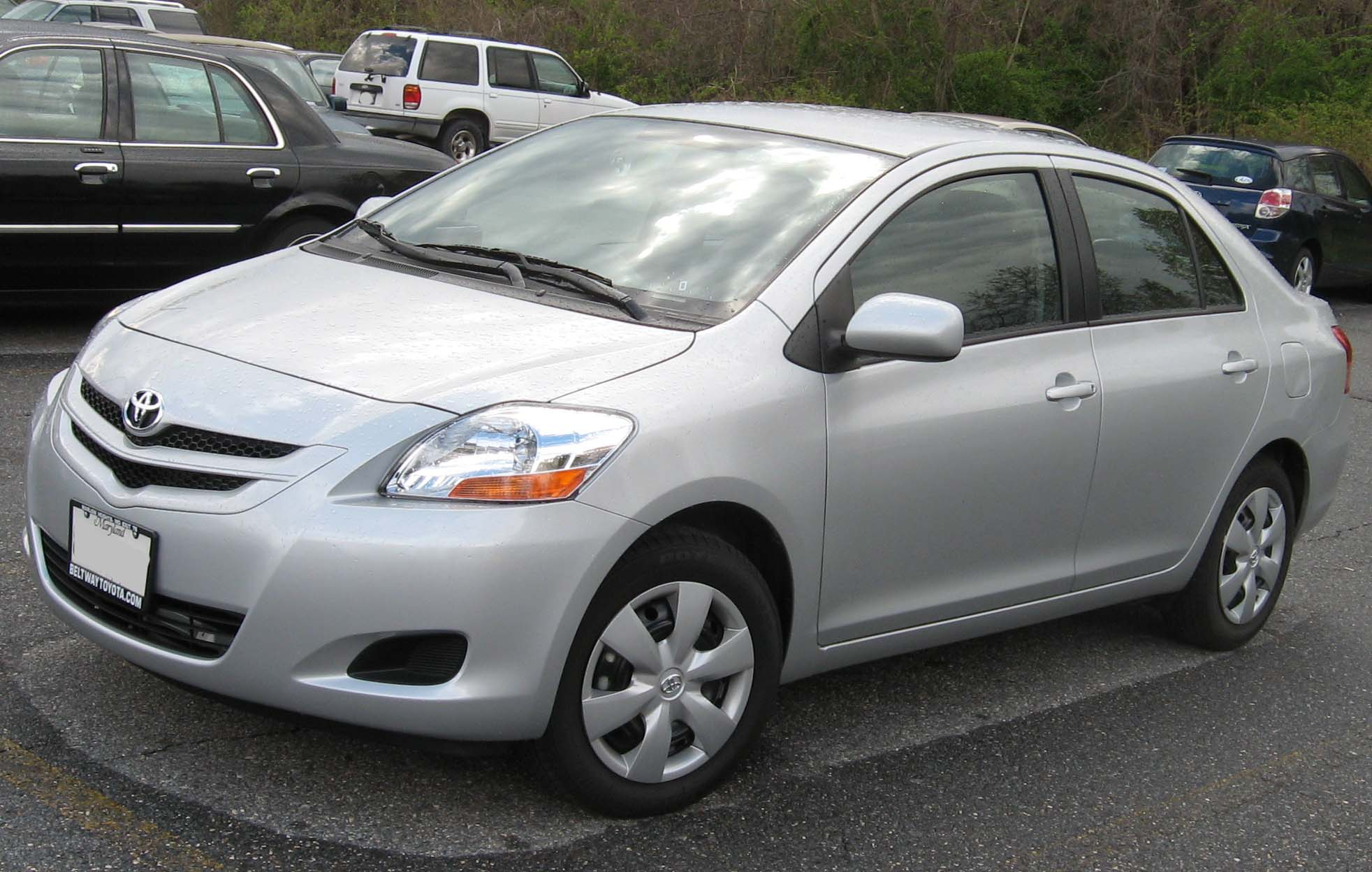
Toyota Yaris седан

28 листопада 2005 року найменший серед моделей Toyota седан Belta (яп. ベ ル タ) надійшов у продаж в Японії. Окремий багажник об'ємом 475 літрів зробив модель довше, а трохи збільшена в порівнянні з хетчбеком колісна база додала простору в салоні. Повністю оригінальний кузов, розроблений в японській дизайн-студії фірми, зберіг стилістичну єдність з хетчбеком: підняту підвіконну лінію і округлий передок. У салоні була встановлена трохи інша передня панель, змінені оббивки дверей, з'явилися нові задні сидіння. Спинки задніх сидінь могли складатися, збільшуючи простір багажника. На японському ринку автомобіль оснащувався літровим і 1,3-літровим (2SZ-FE) моторами в поєднанні з варіатором і 1,3-літровим мотором (2NZ-FE) в поєднанні з гідромеханічної трансмісією в повноприводному варіанті.
Навесні 2006 року цей автомобіль під назвою Yaris Sedan був представлений на ринку Австралії. Тут седан оснащався тільки 1,5-літровим мотором або з ручною механічною, або з автоматичною трансмісіями. Всі седани збиралися на заводі Iwate в містечку Канеґасакі. Восени трьохдверний хетчбек під назвою Yaris і седан під назвою Yaris Sedan надійшли в продаж на ринки північної Америки як автомобілі 2007 модельного року. Обидві моделі оснащувалися тільки 1,5-літровим двигуном з поєднанні або з механічною, або з автоматичною коробками передач.

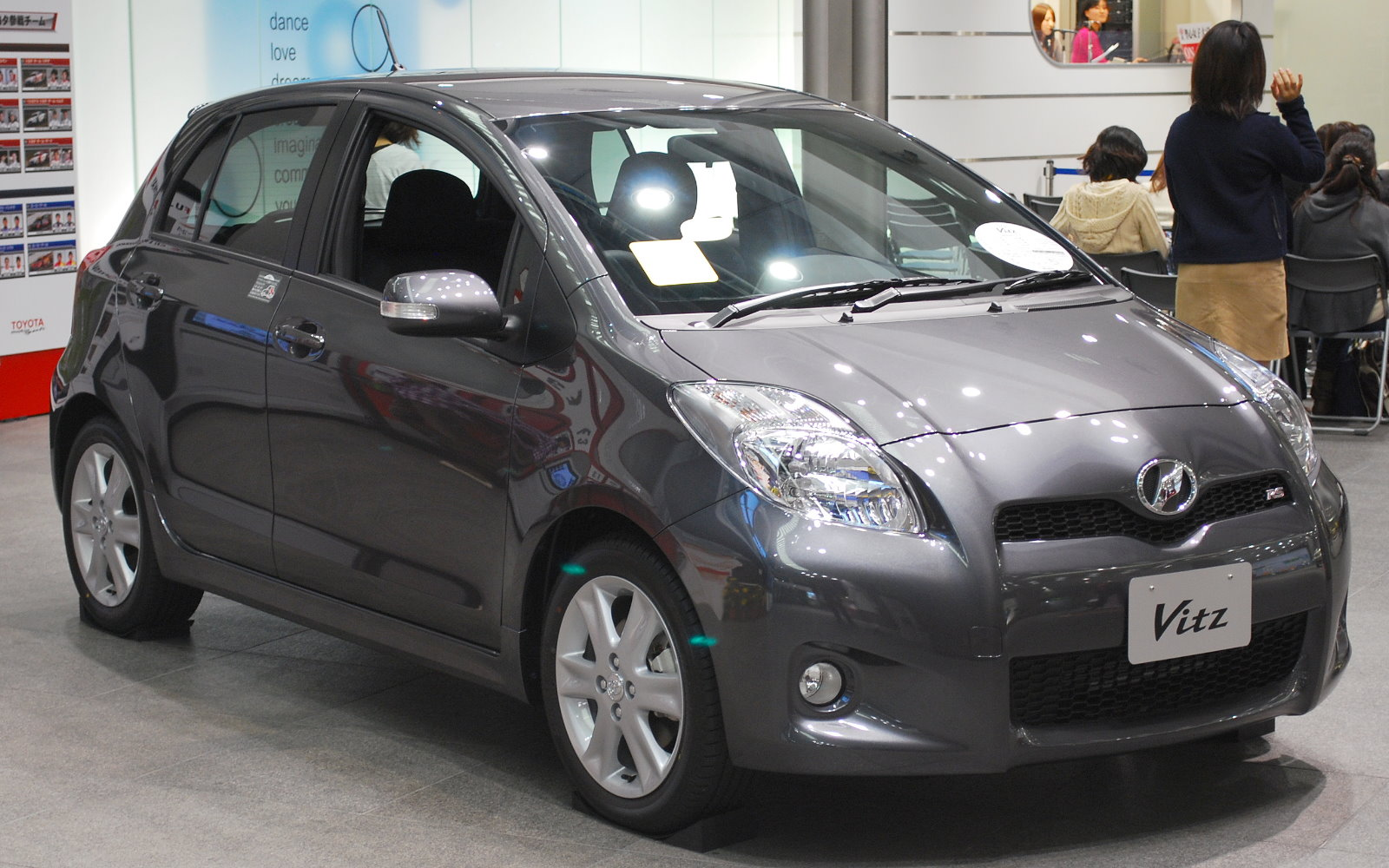
гетчбек Toyota Vitz RS (XP90) фейсліфт
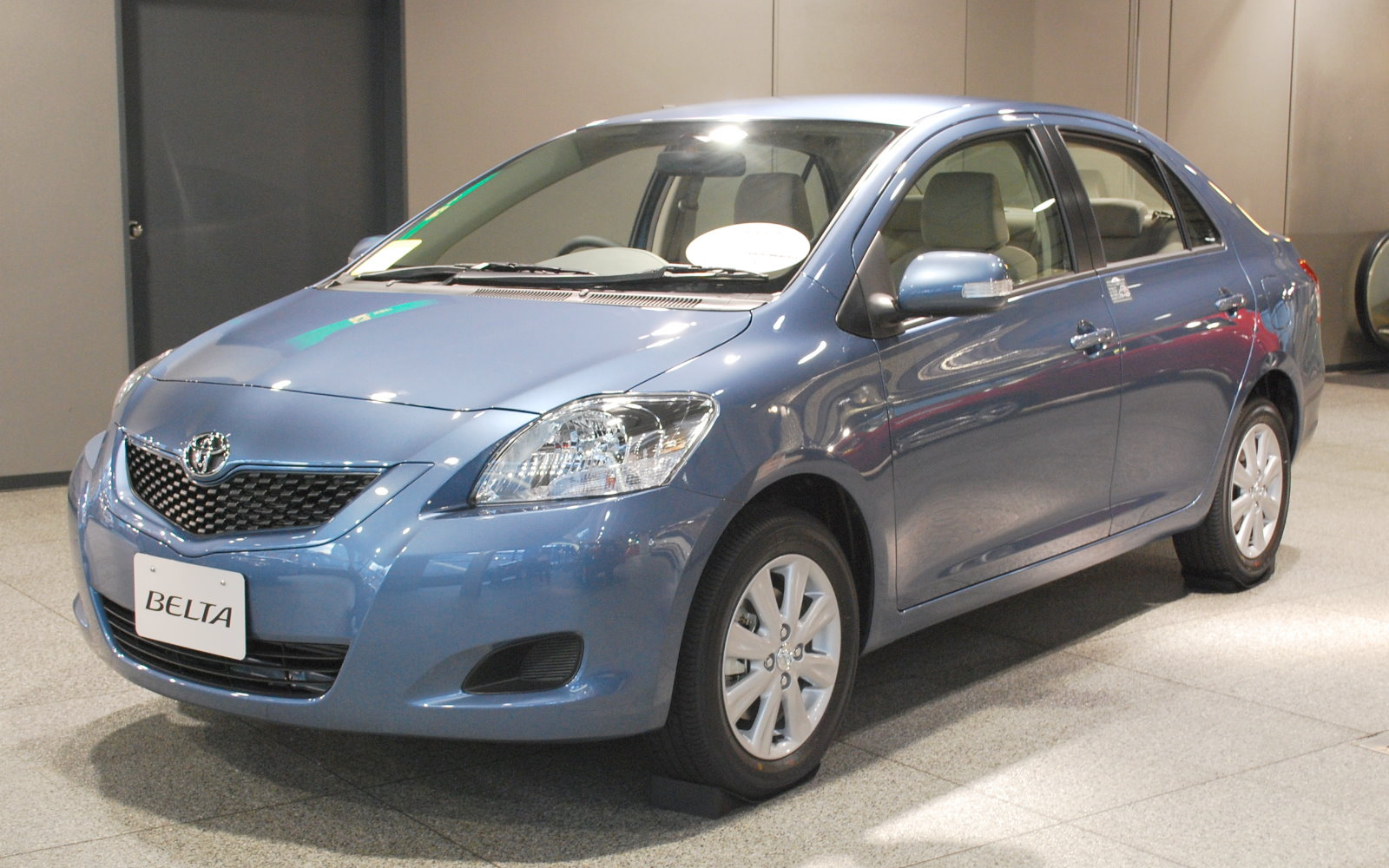
седан Toyota Belta (XP90)

### Двигуни
Бензинові
- 1.0 л 1KR-FE I3
- 1.3 л 1NR-FE I4
- 1.3 л 2NZ-FE I4
- 1.3 л 2SZ-FE I4
- 1.5 л 1NZ-FE I4
- 1.6 л K4M I4
- 1.8 л F4P I4 133 к.с. (1.8 TS VVT-i, 01/2007–01/2009)
- 1.8 л F4P I4-T 215 к.с. (1.8 TS Bemani (CH), 03/2009–2010)

Дизельні
- 1.4 л 1ND-TV I4-T

## Третє покоління (XP130, 2010—2020; XP150, 2013)

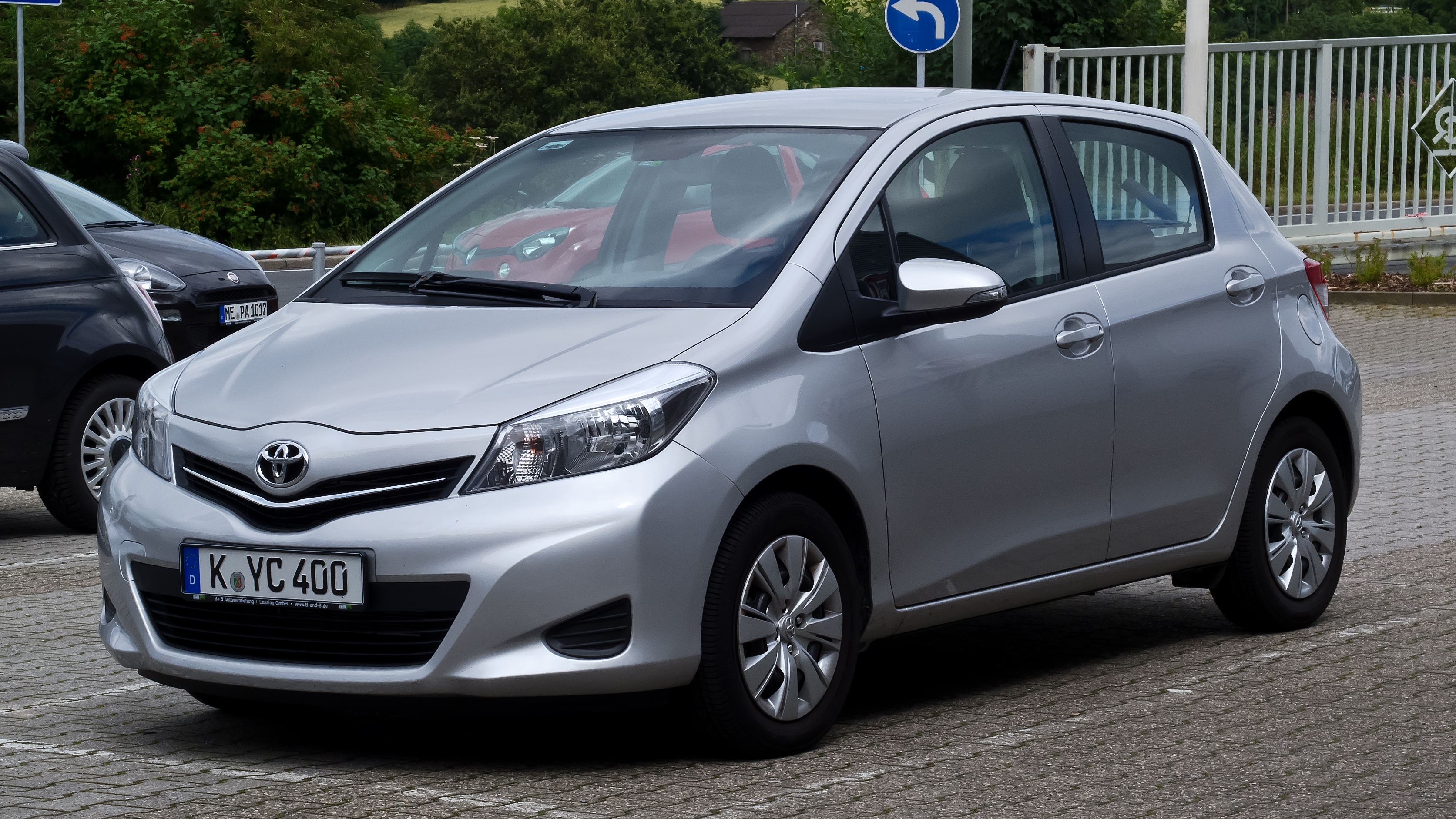
Toyota Yaris III (2010—2014)

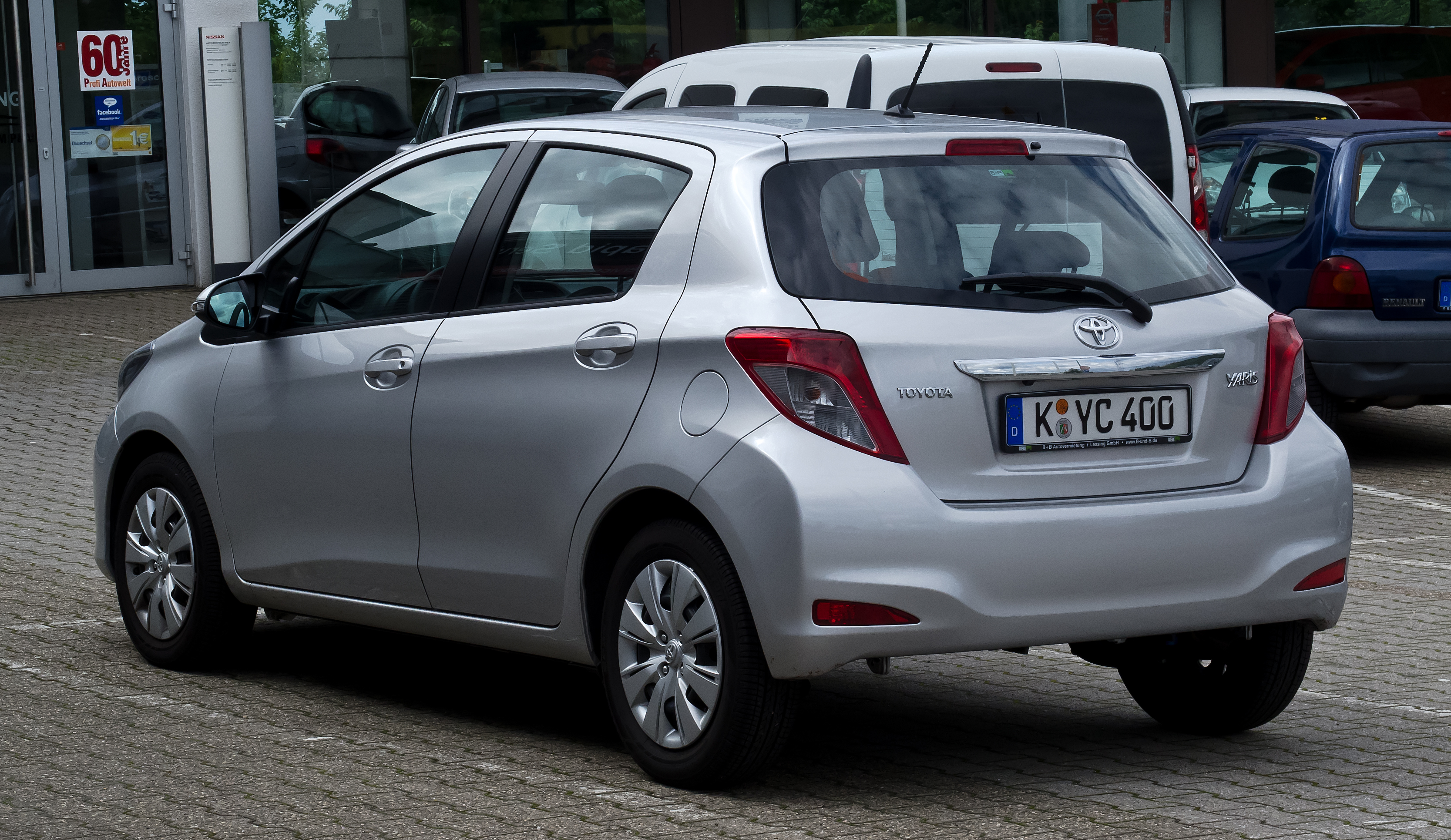
Toyota Yaris III (2010—2014)

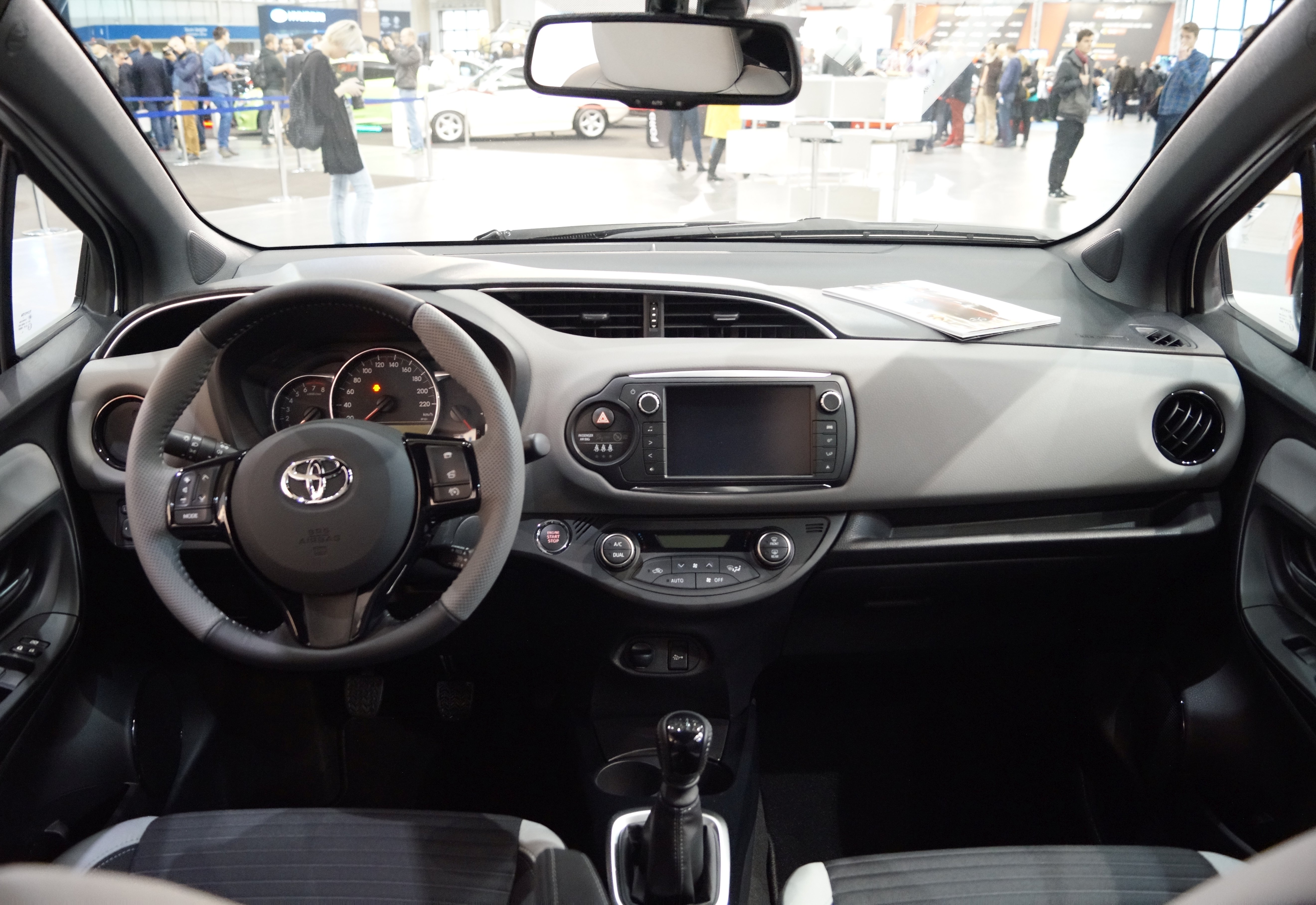
Салон Toyota Yaris III

22 грудня 2010 року в Йокогамі (Японія) з конвеєра зійшов хетчбек Toyota Vitz третього покоління (в європейських країнах відомий як Toyota Yaris). Хетчбек третього покоління хоча і схожий з попередником принципово, створений на власній платформі. Версія Vitz F може оснащуватися 1 або 1,3-літровими двигунами і варіаторами, бути передньо-або повнопривідний. Toyota Vitz U в передньо-і повноприводному виконання оснащується 1,3-літровим двигуном, а в переднеприводном тільки 1,5-літровим мотором. Версія Vitz RS оснащується тільки 1,5-літровим двигуном. Варіатор у цій версії має режим ручного перемикання. Доступна і альтернатива — 5-ступінчаста механічна коробка передач.
15 жовтня 2011 року в Європі дебютував Toyota Yaris 3-го покоління в кузові хетчбек. автомобіль комплектується бензиновими дивигунами 1,0 л VVT-I 69 к.с., 1.33 Dual VVT-I 99 к.с., дизелем 1.4 D-4D 90 к.с.
Однією з особливостей автомобіля є електронний екран, який замінює традиційну панель приладів. На ньому відображаються показання спідометра, тахометра, одометра і інших приладів.
Автомобіль обладнаний 4-ма подушками безпеки в базовій комплектації, 7-ма в максимальній, системами ABS, EBD і Brake Assist. Рівень безпеки з оцінки Euro NCAP становить 5 зірок.
16 червня 2012 року був представлений Yaris Hybrid Synergy Drive, що виготовляється у Франції. Автомобіль оснащений двигуном 1.5 л 1NZ-FXE та гібридною системою Aqua (як в Prius C) сумарною потужністю 100 к.с.

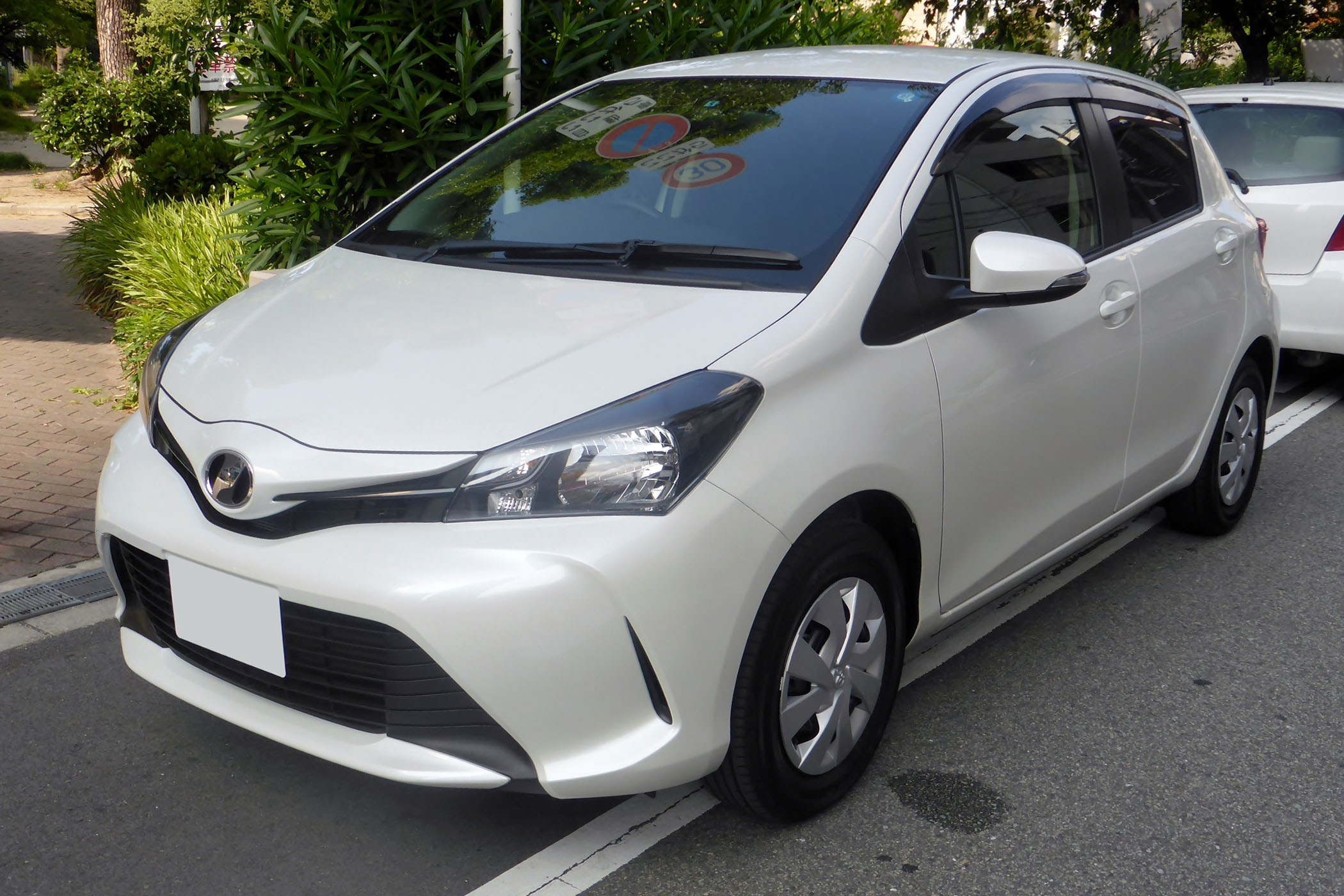
гетчбек Toyota Vitz (XP130): Японія до 2020 року; Європа, Канада та Австралазія до 2019 року; Південна Африка та США до 2018 року; більшість ринків Латинської Америки та Карибського басейну до 2014 року.
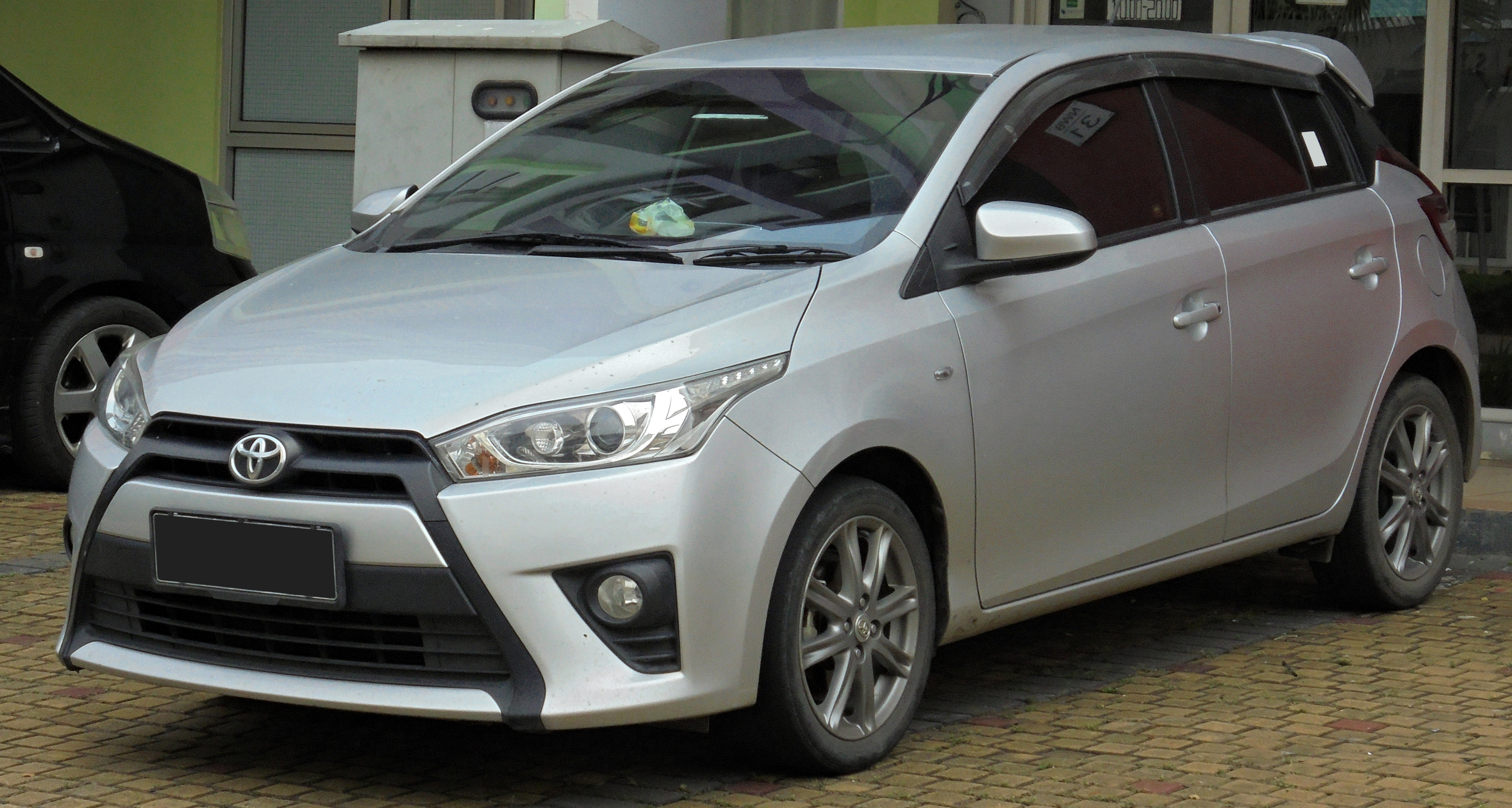
гетчбек Toyota Yaris (XP150; Yaris L): більшість азіатських ринків з 2013 року; деякі ринки Латинської Америки та Карибського басейну з 2014 року; Південна Африка з 2018 по 2021 рік.
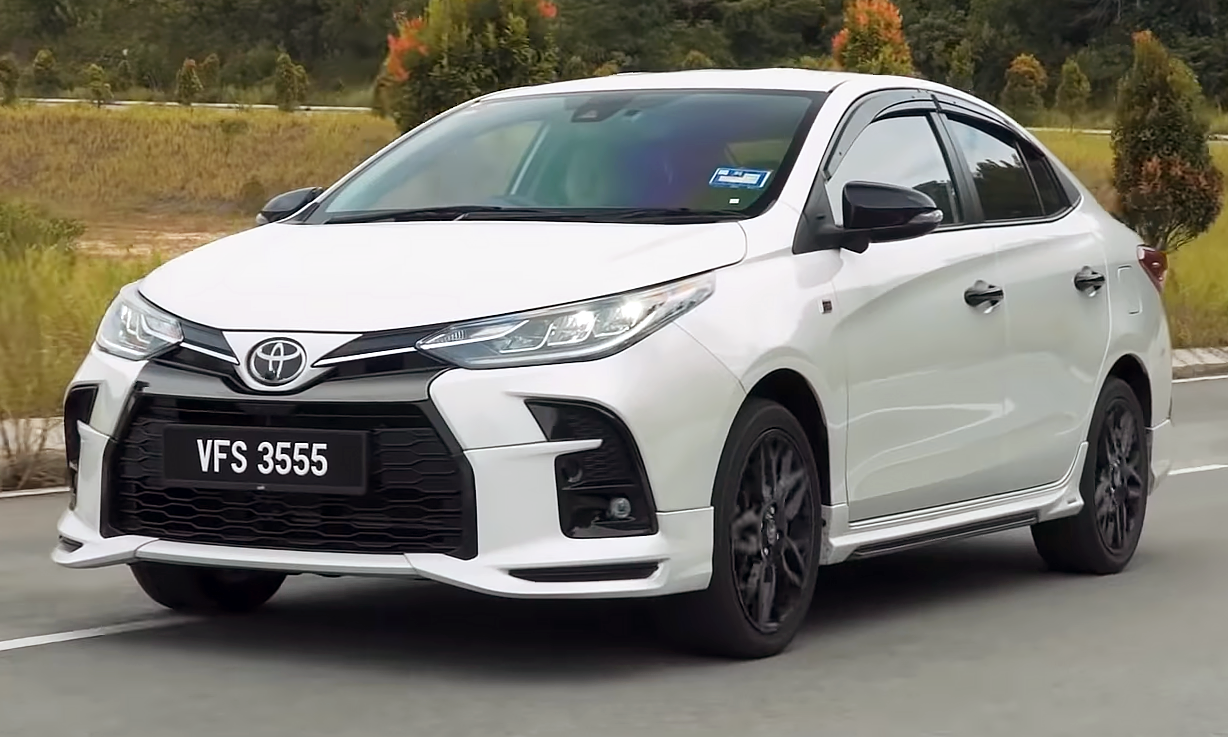
седан Toyota Vios (XP150; Yaris L sedan): більшість ринків Азії, Латинської Америки та Карибського басейну з 2013 року.

### Фейсліфтинг 2014

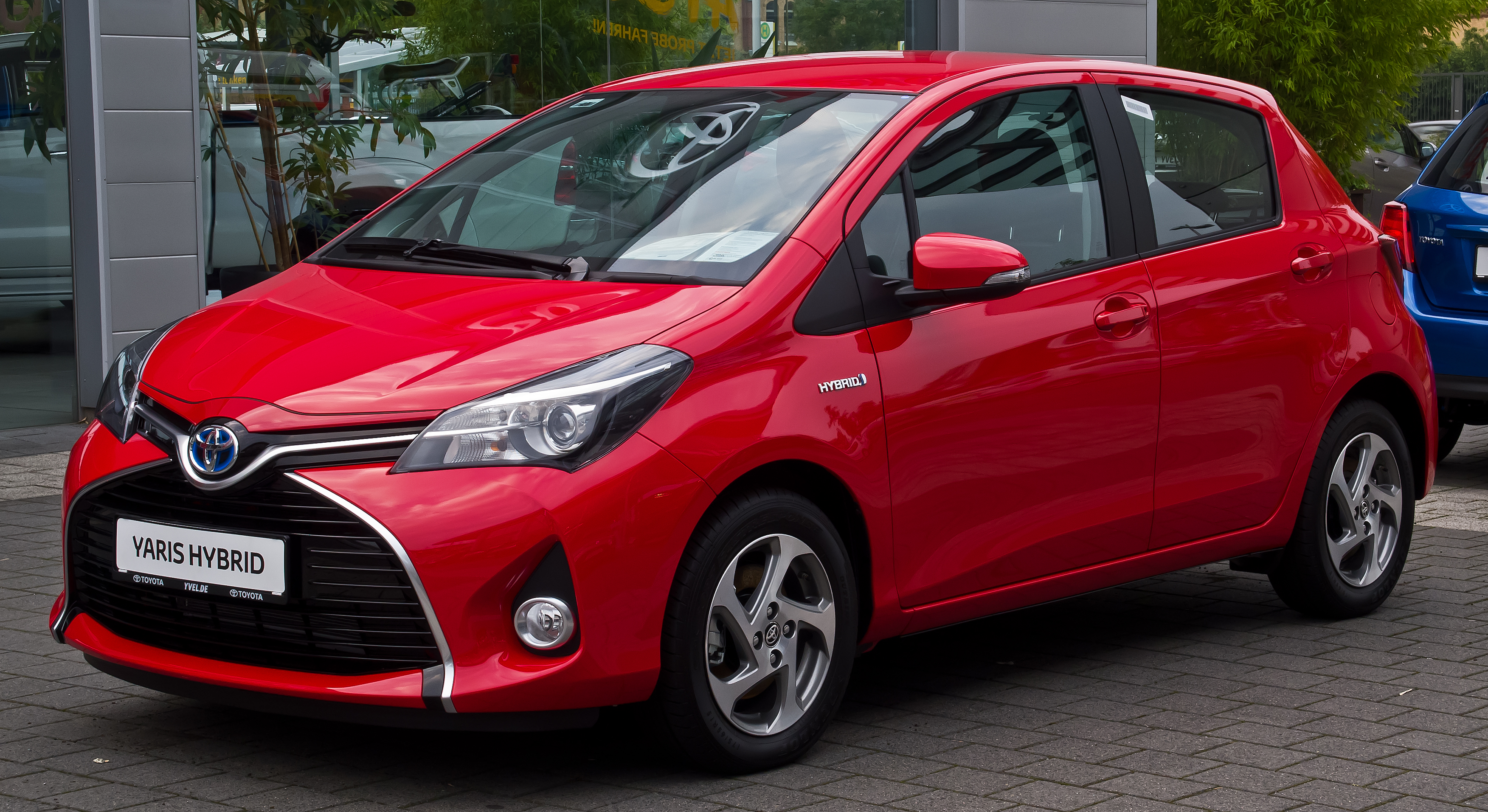
Toyota Yaris III (2014—2017)

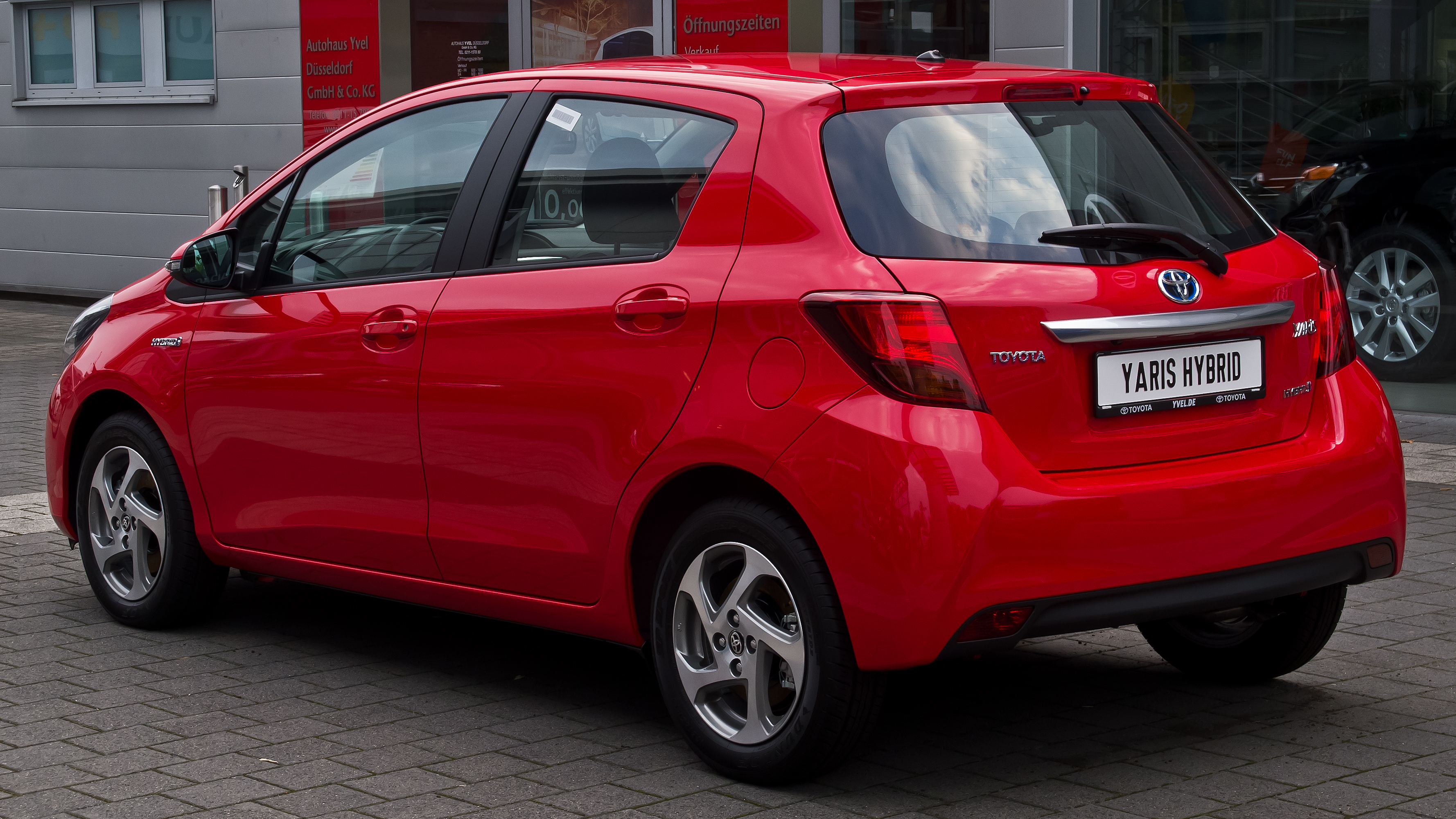
Toyota Yaris III (2014—2017)

В 2014 році Toyota Yaris модернізували, змінивши зовнішній вигляд і оснащення. Автомобіль отримав X-подібну передню частину в стилі нової Toyota Aygo та задні світодіодні ліхтарі. Toyota Yaris представлена у двох типах кузова — 3-х або 5-ти дверний хетчбек. Базова версія L обладнана інформаційно-розважальною системою Entune із сенсорним дисплеєм, яка включає USB та Bluetooth, також, передбачена можливість складання спинок задніх сидінь у співвідношенні 60/40, регулювання куту нахилу керма, встановлені склопідйомники з електроприводом та кондиціонер. У більш преміальній комплектації LE встановлені круїз-контроль, кнопка управління аудіо на кермі та система дистанційної ідентифікації ключів. В свою чергу, версія SE включає шкіряне кермо, кнопку включення та відключення живлення, прилади кращої якості, а також дискові гальма на всіх 4-х колесах.

### Фейсліфтинг 2017

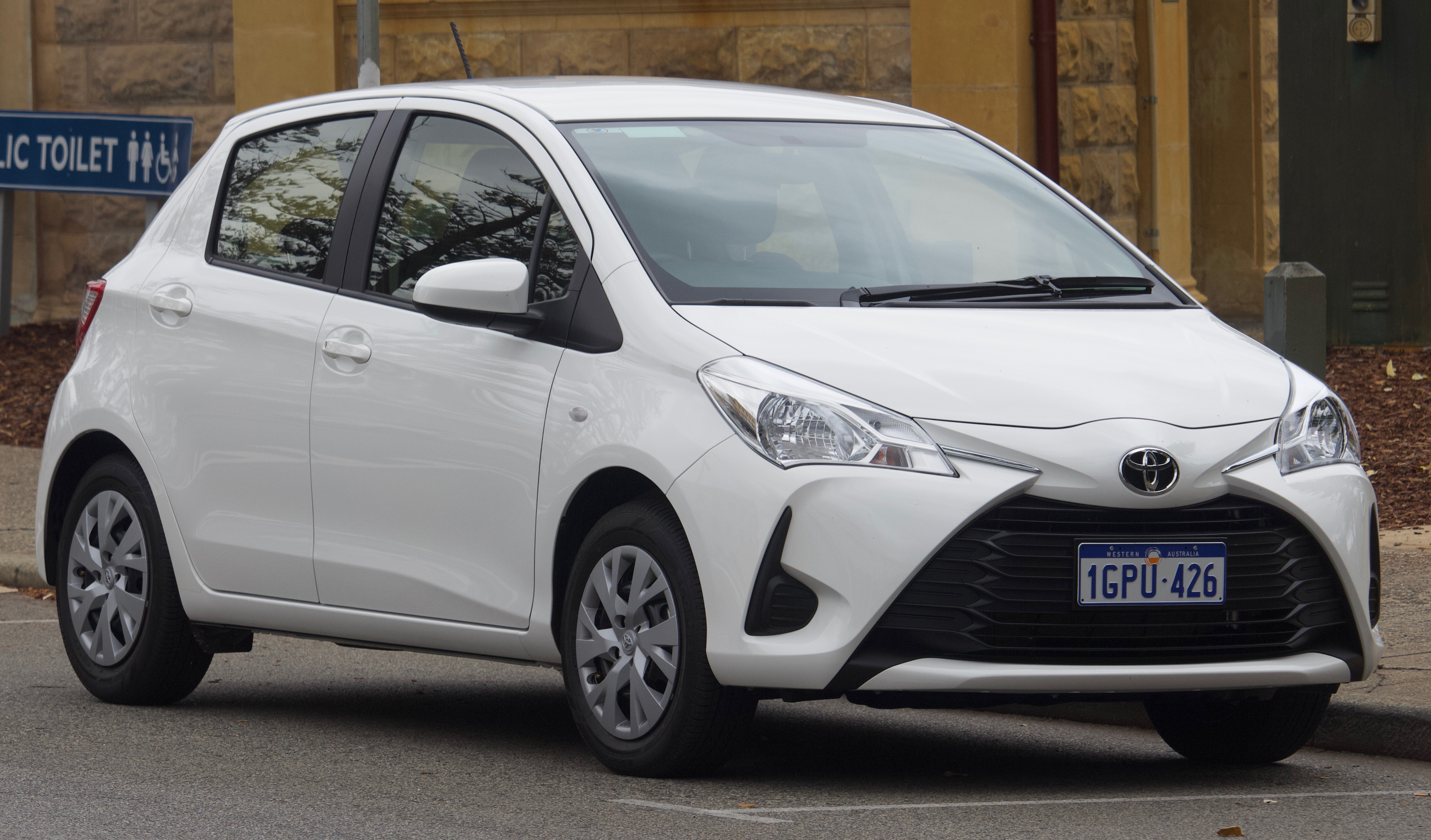
Toyota Yaris III (з 2017)

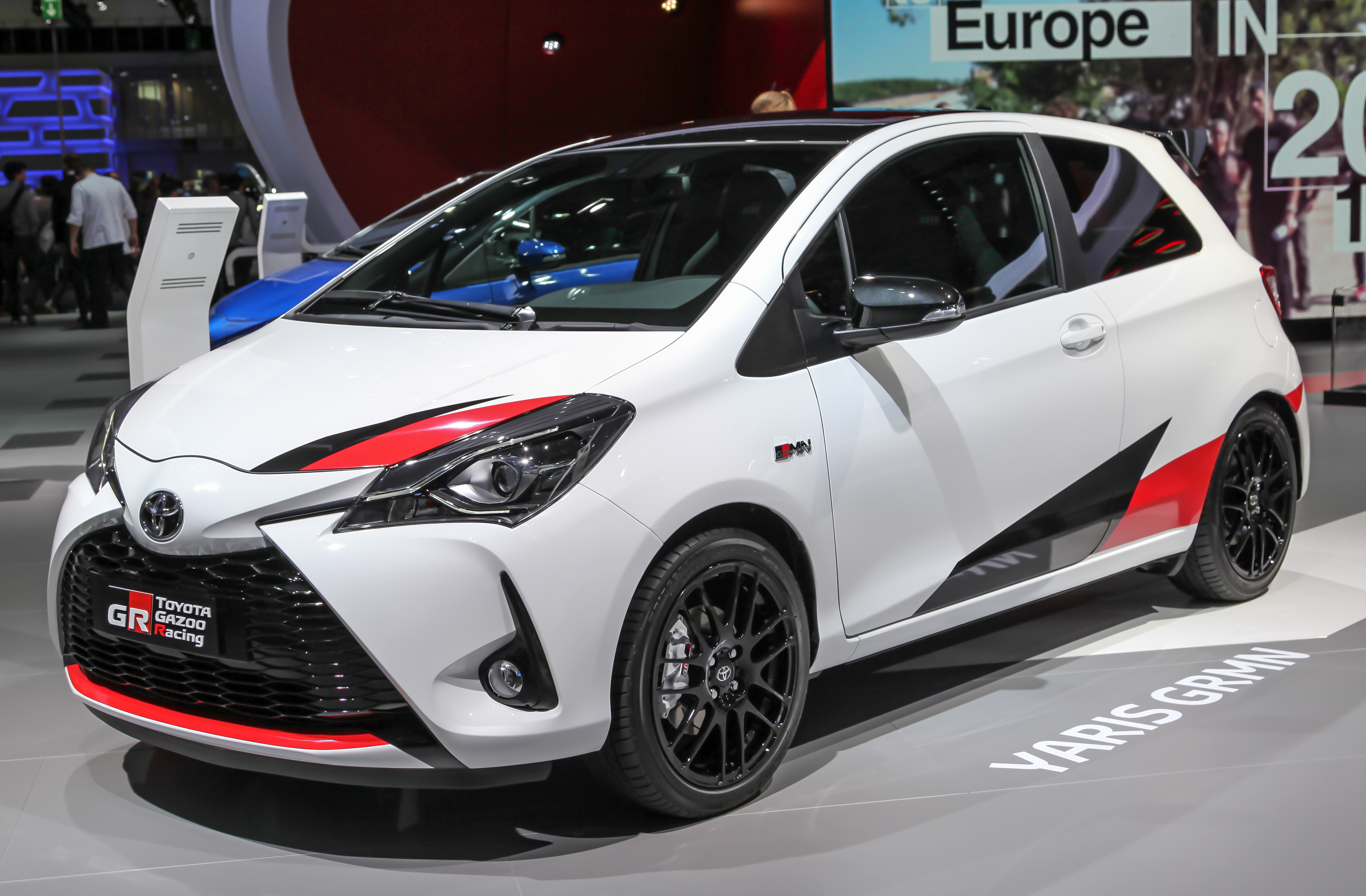
Toyota Yaris GRMN 2017 року

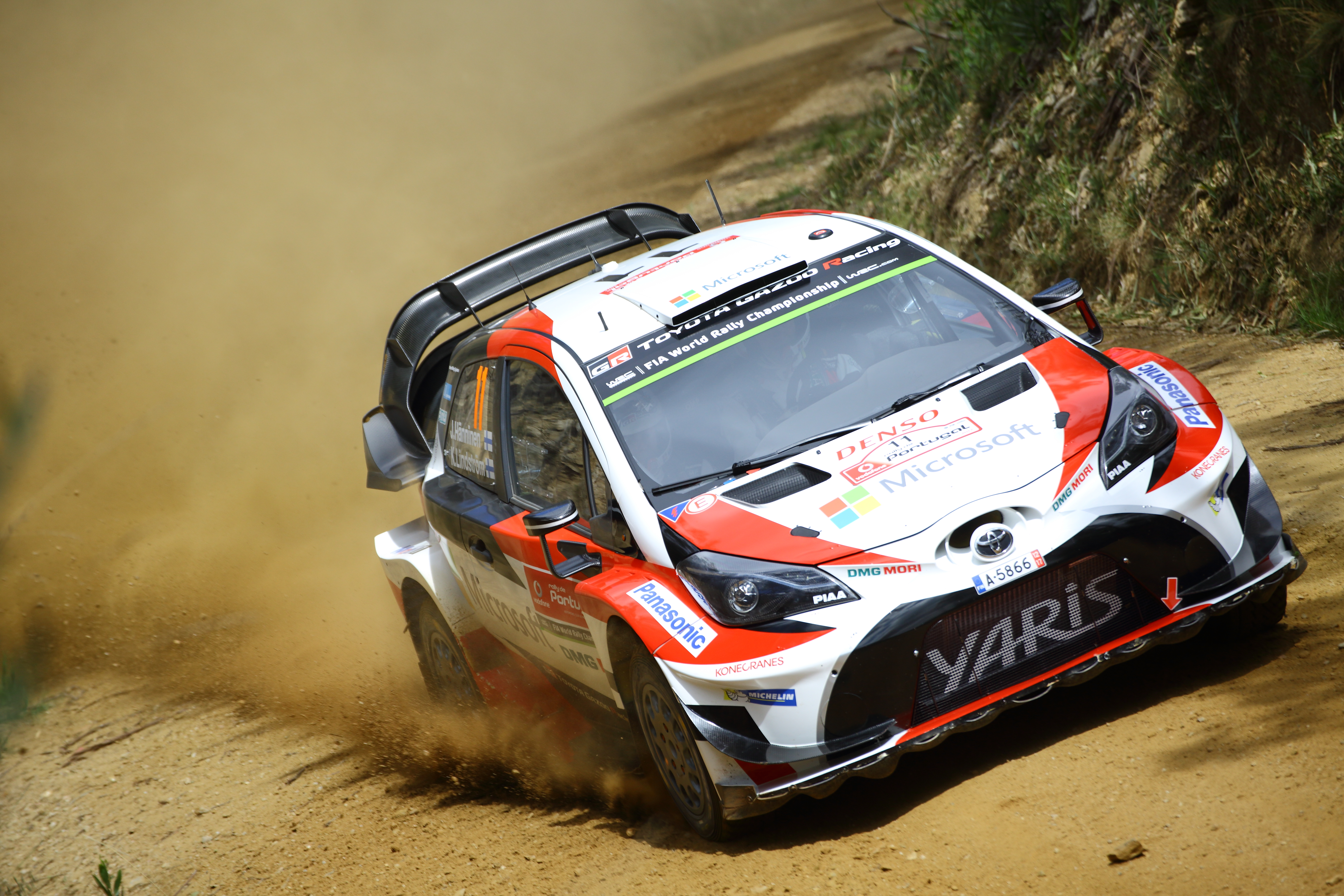
Toyota Yaris WRC на ралі Португалії 2017 року

В березні 2017 року Yaris модернізували вдруге. Автомобіль отримав близько 900 нових частин, що підвищує комфорт і знижує рівень шуму. 1,33-літровий двигун був замінений більш потужним 1.5-літровим двигуном 1NZ-FE потужністю 111 к.с. та представлено спортивну версію Yaris GRMN («Gazoo Racing Meister of Nürburgring») з 1.8-літровим бензиновим двигуном 2ZR-FE Р4 потужністю 212 к.с. від Lotus Elise, який використовується в моделі Yaris WRC. Дизельний двигун припинили продавати. В торгівлю модернізований Yaris поступив 24 квітня 2017 року.

### Двигуни
- 1.0 л 1KR-FE Р3 69 к.с.
- 1.2 л 3NR-FE Р4
- 1.3 л 1NR-FE Р4
- 1.3 л 1NR-FKE Р4
- 1.3 л 2NZ-FE Р4
- 1.5 л 1NZ-FE Р4 111 к.с.
- 1.5 л 1NZ-FXE Р4 + електродвигун 100 к.с.
- 1.8 л 2ZR-FE Р4 (турбо) 212 к.с. 250 Нм (Yaris GRMN)
- 1.4 л 1ND-TV Р4-T (турбодизель) 90 к.с.

### Для ринку Азії (XP150)

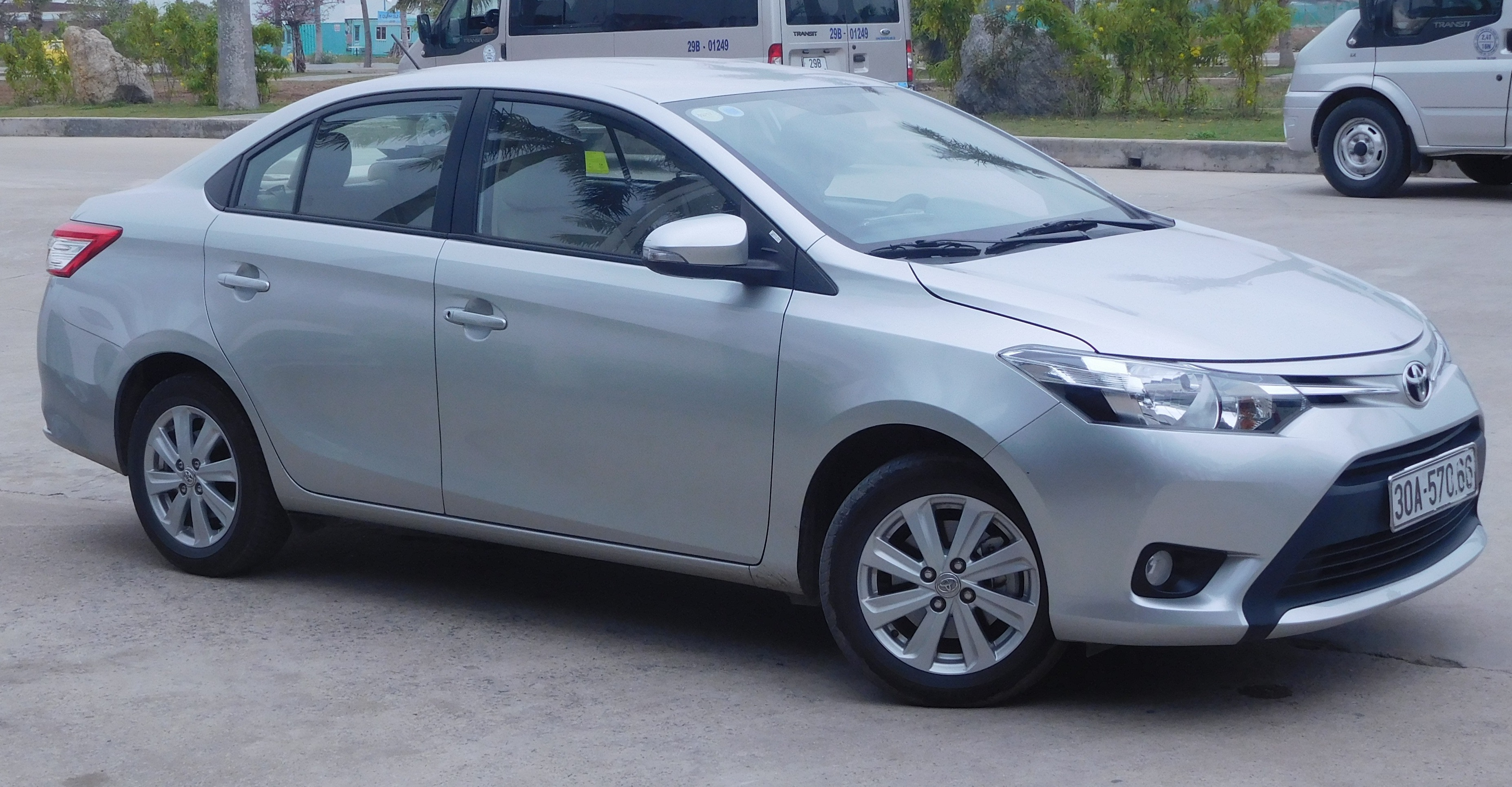
Toyota Yaris L седан

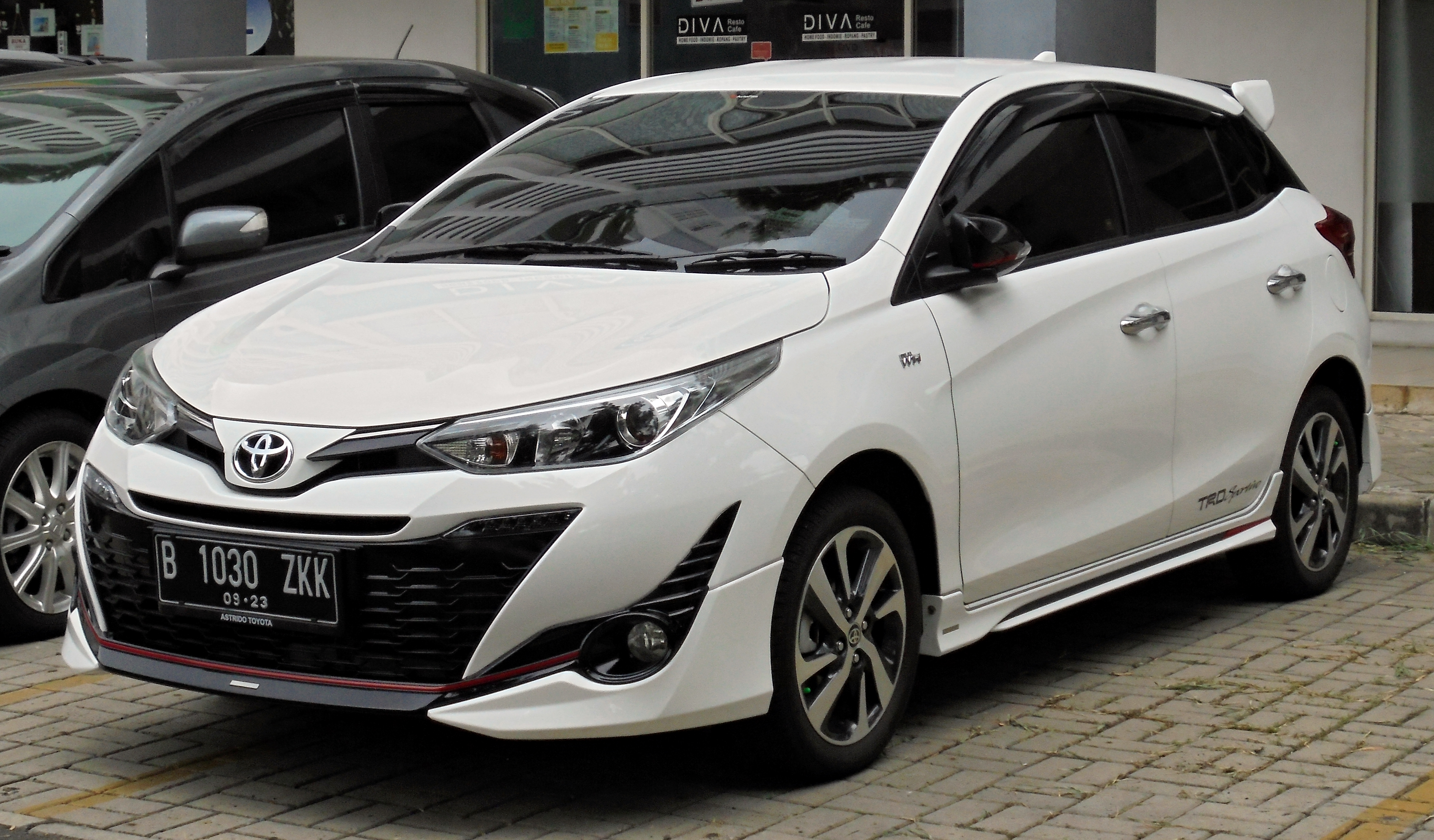
Toyota Yaris L (для Пд.-Сх. Азії і Китаю)

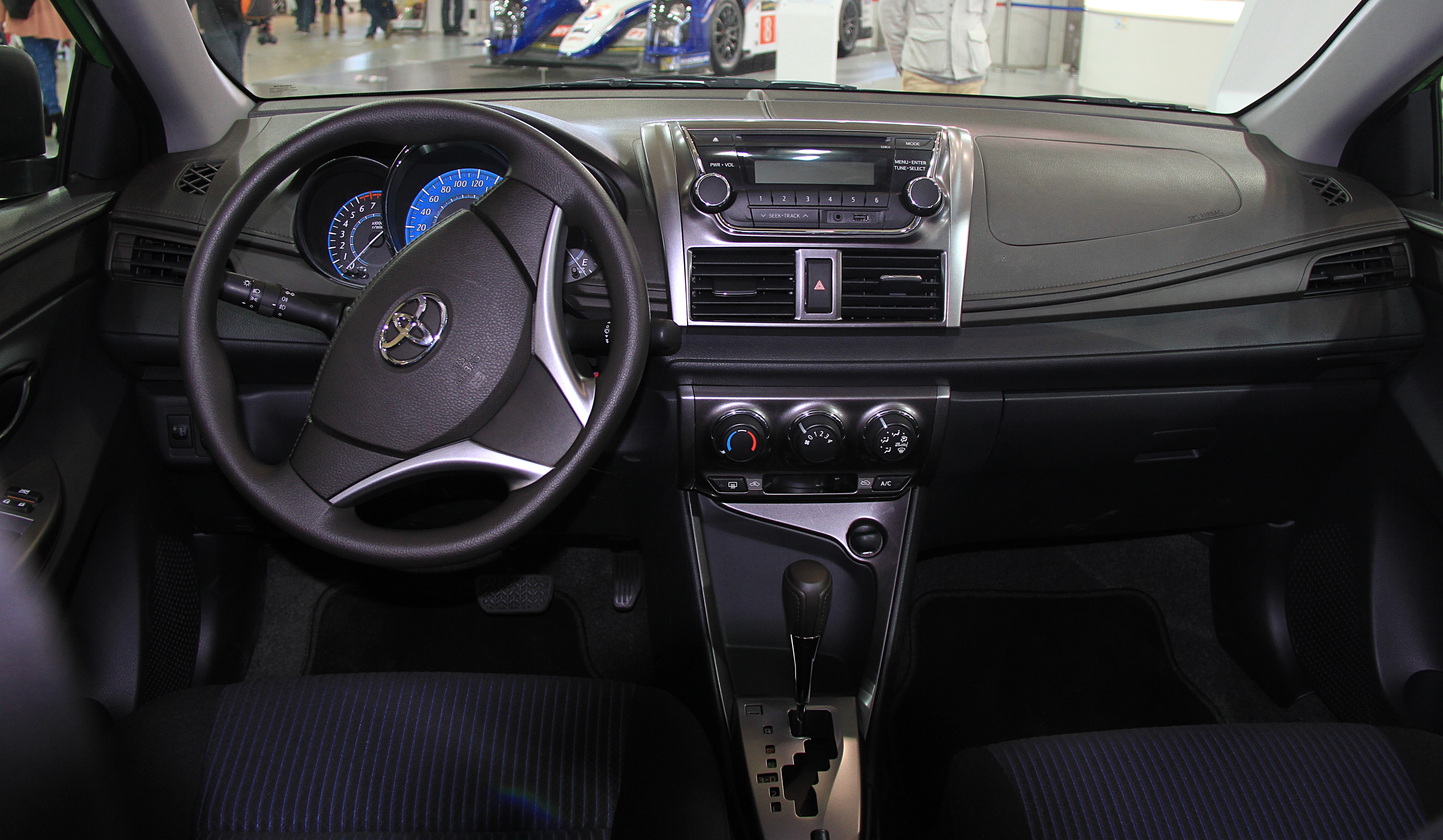
Салон Toyota Yaris L

Toyota Yaris 3-го покоління в кузові седан, являє собою версію Toyota Vios, що представла в березні 2013 року на Міжнародному автосалоні в Таїланді.
В 2013 році представлий Toyota Yaris хетчбек для країн Південно-Східної Азії і Китаю, який відрізняється від європейської моделі.
Двигуни
- 1,2 л 3NR-FE
- 1,3 л 6НР-FE
- 1,5 л 1NZ-FE
- 1,5 л 7NR-FE
- 1,5 л 2NR-FE (2016 р.)

## Моделі на базі Mazda2 (DA/DB/DD; Північна Америка 2015—2020)

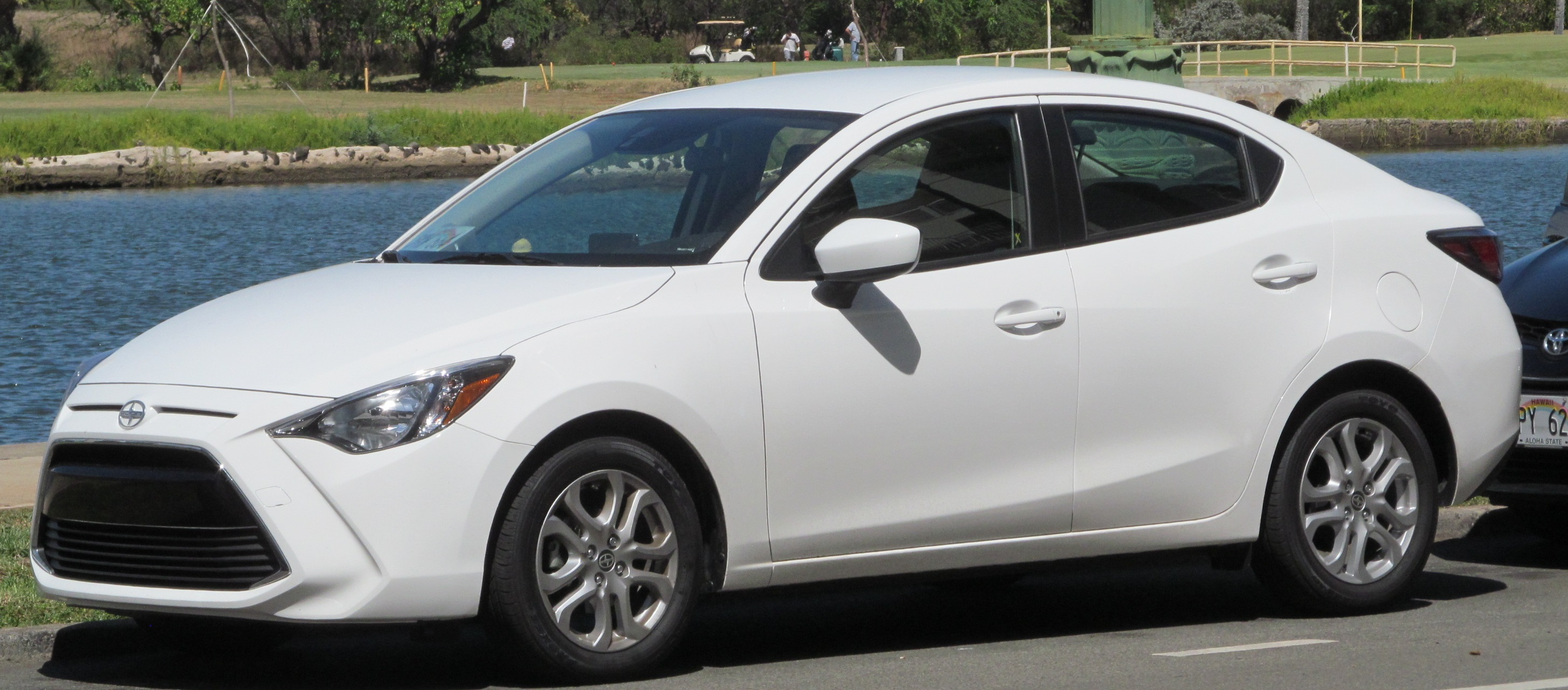
Toyota Yaris iA

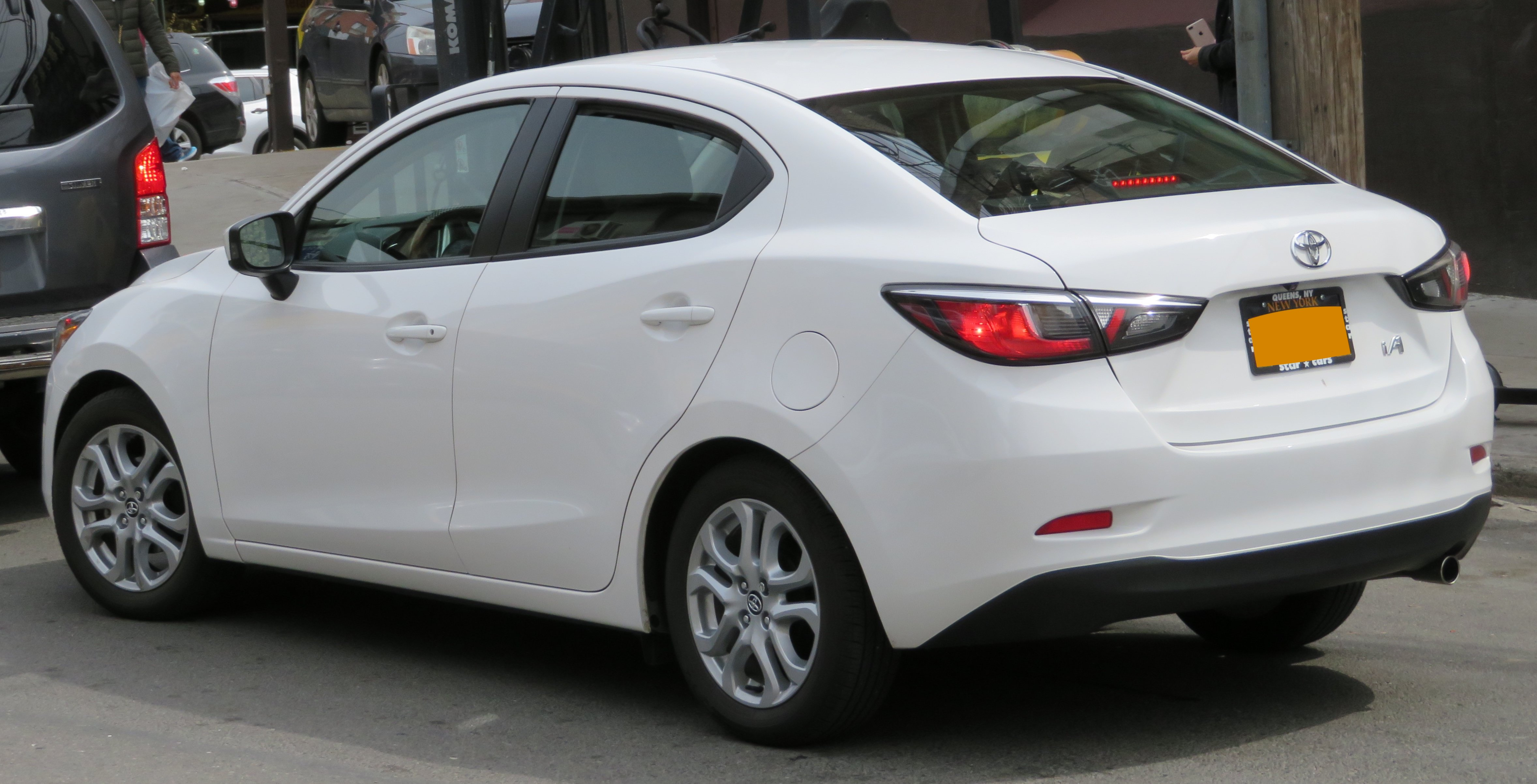
Toyota Yaris iA

З середини 2015 року для Канади представлено Toyota Yaris iA, що є дещо переробленою Mazda2 (покоління DJ/DL).
В Сполучених Штатах Америки до 2017 року модель продавалася як Scion iA, потім почала називатись Toyota Yaris iA. Згодом під назвами Toyota Yaris L, LE та XLE (седан) і Toyota Yaris LE та XLE (гетчбек). Індекси американських автомобілей — DA, DB, DD.
Для мексиканського ринку автомобіль називається Toyota Yaris R, тому що він продається разом із попереднім седаном Yaris (на базі Belta, а пізніше — Vios).
Двигун
- 1.5 л SkyActiv-G Р4 106 к.с.

## Четверте покоління (XP210, 2020; AC100, 2022)

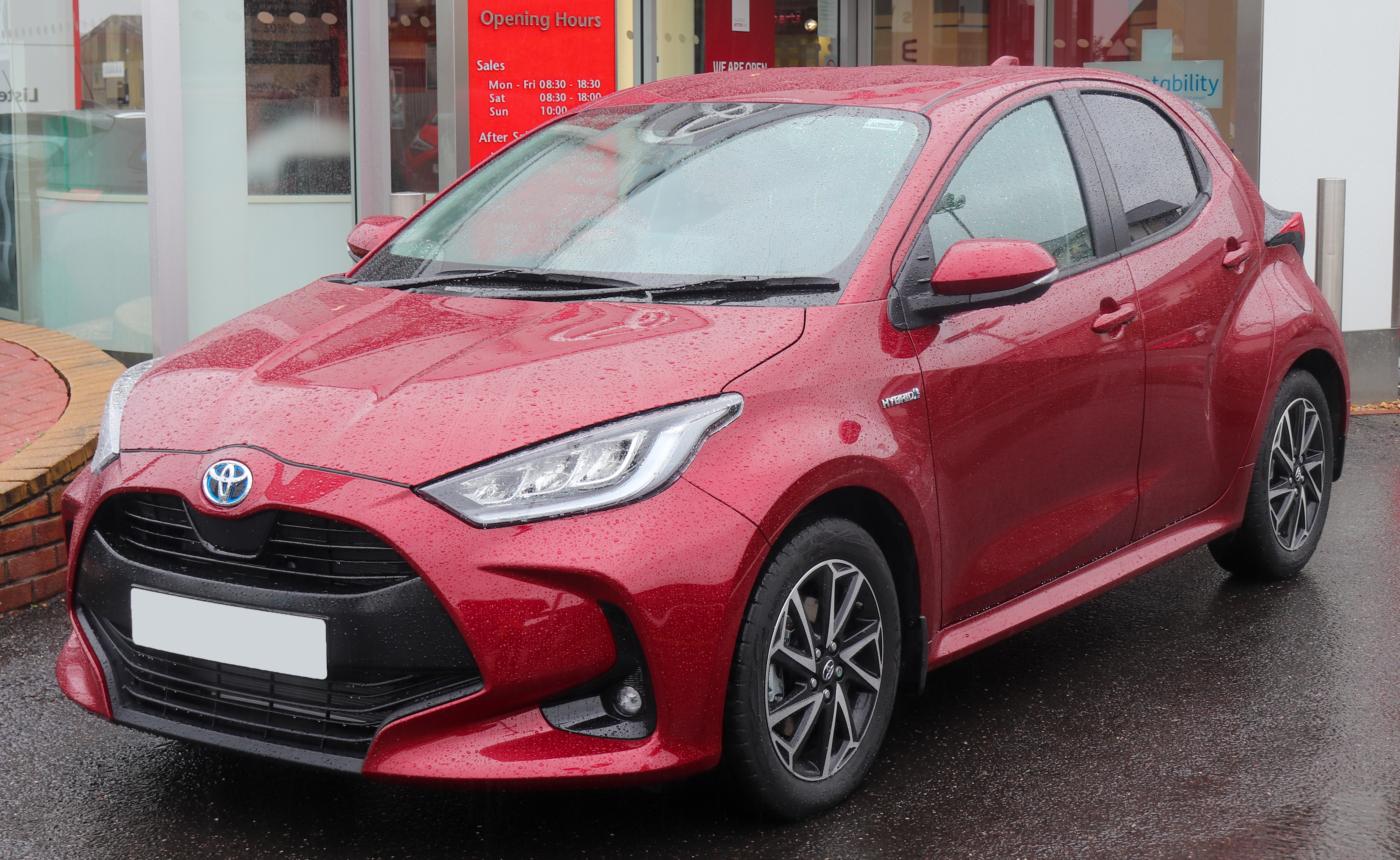
Toyota Yaris (XP210)

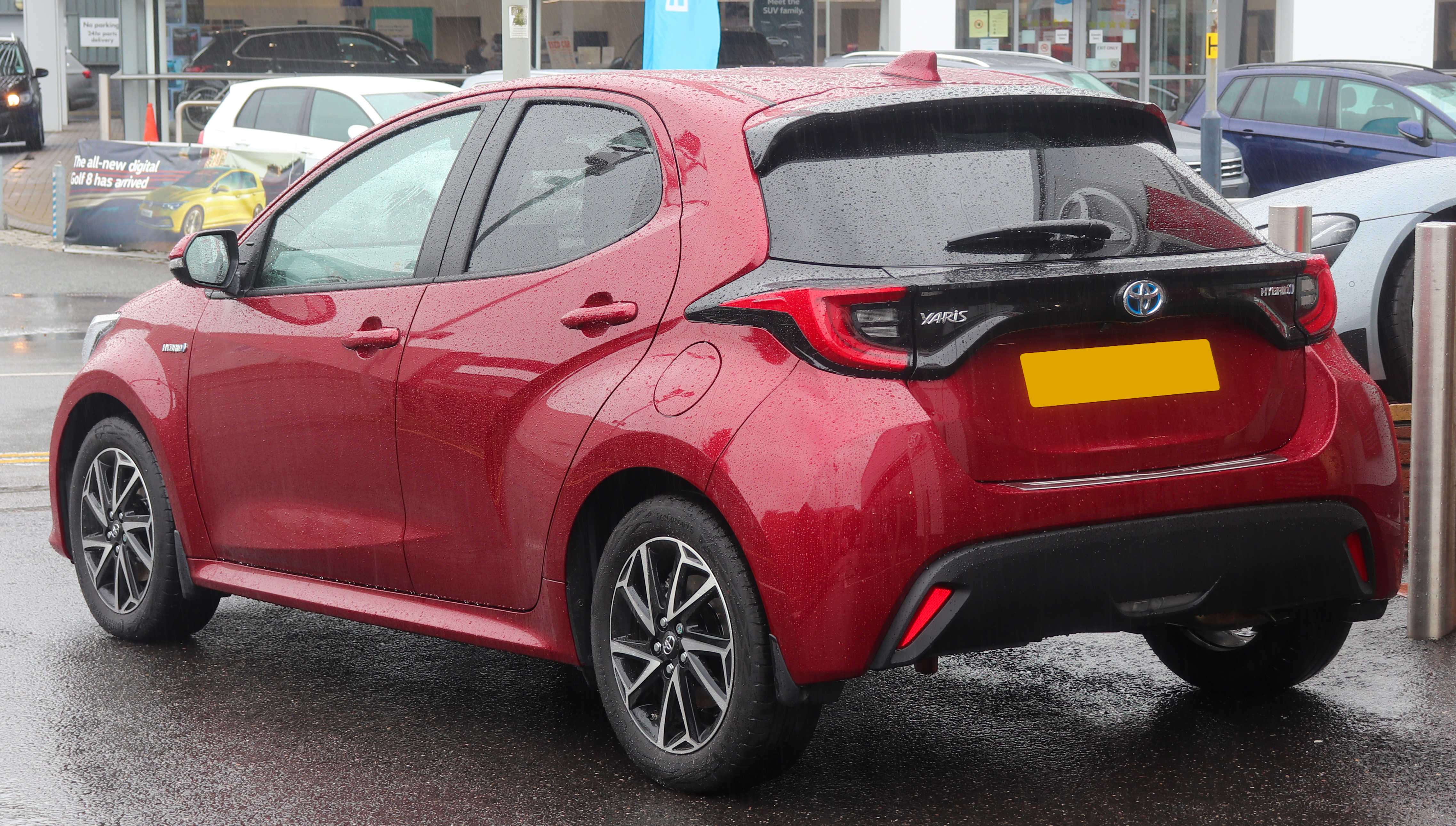
Toyota Yaris (XP210)

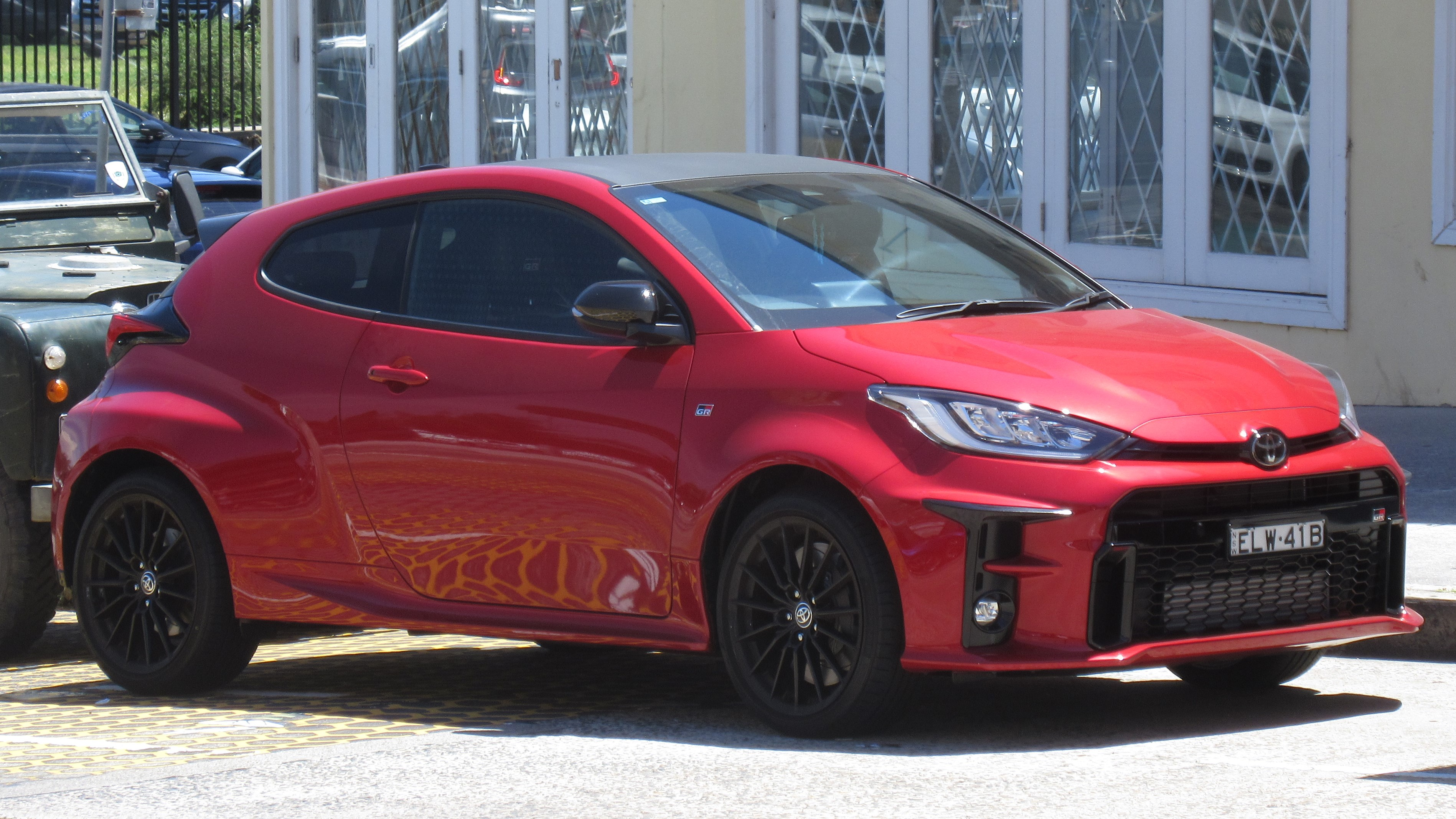
Toyota GR Yaris

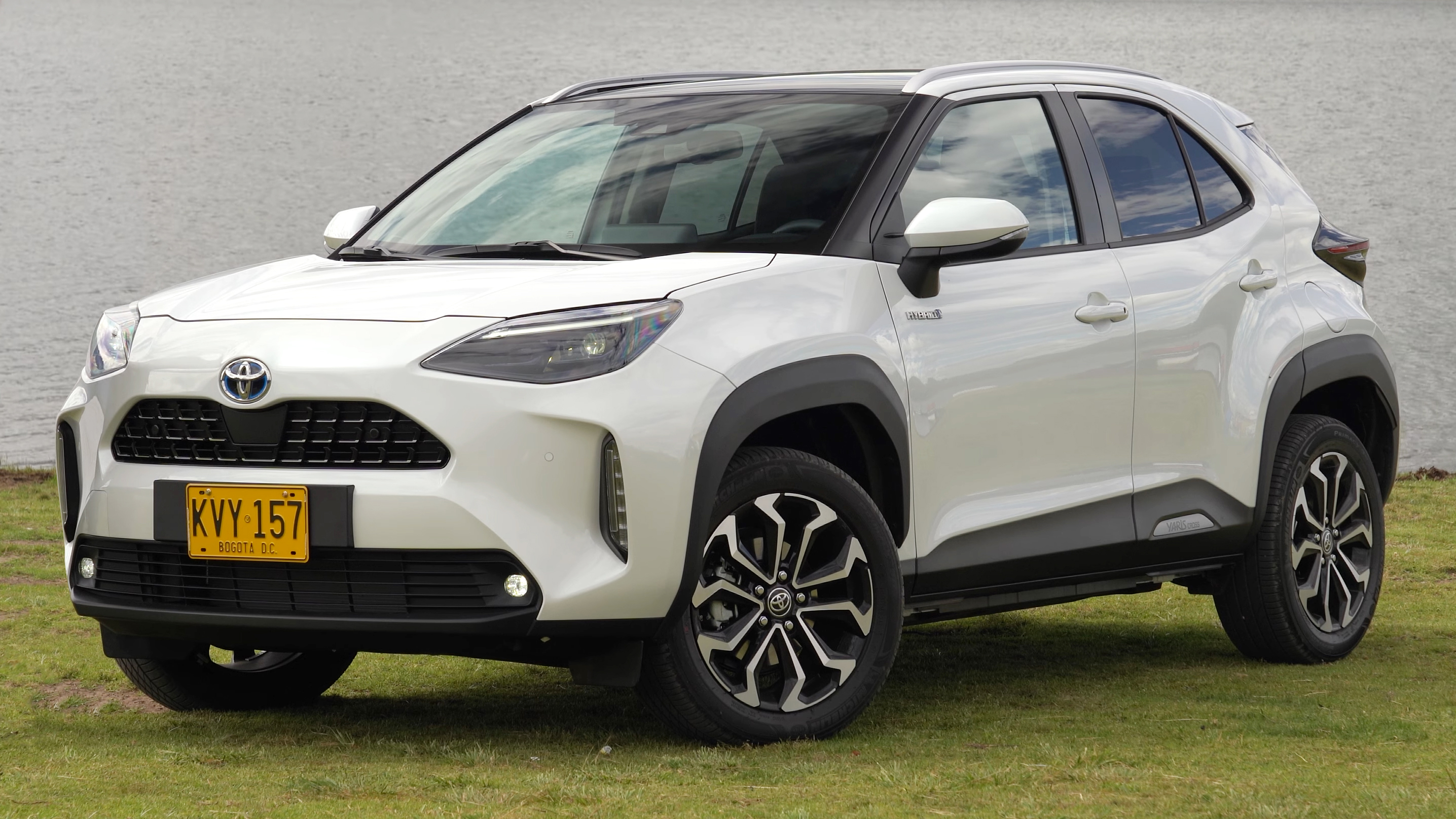
Toyota Yaris Cross

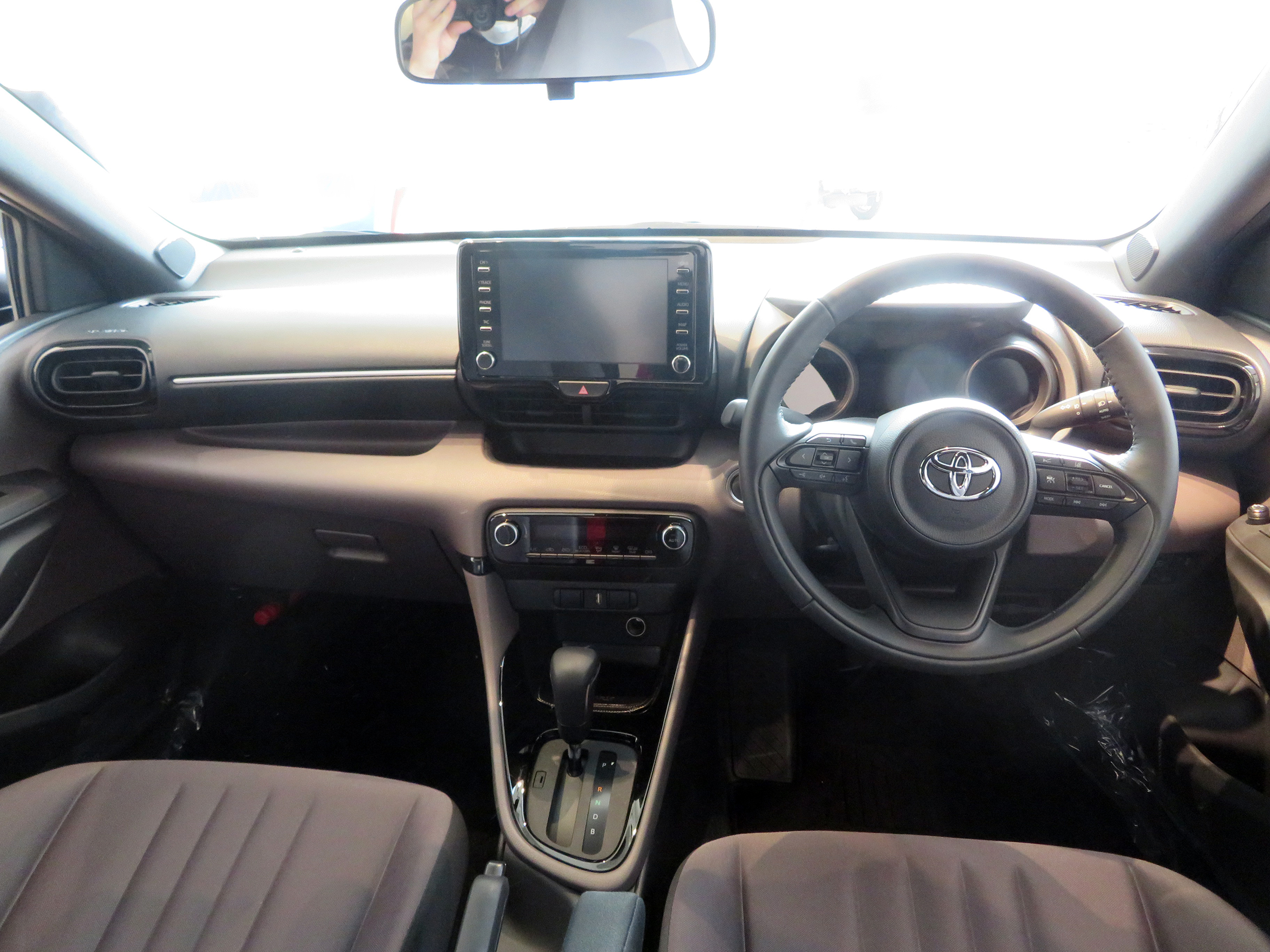
інтер'єр

На автосалоні в Токіо 2020 року дебютує четверте покоління Toyota Yaris створене на основі модульної платформи GA-B з сімейства TNGA.
Спереду встановлені стійки McPherson, а ззаду тип підвіски залежить від приводу. У передньопривідних версіях це балка, що скручується, а в повнопривідних — незалежна підвіска на подвійних поперечних важелях.
У стандартне оснащення входять мультимедійна система Display Audio, товаришують зі смартфонами (Bluetooth, USB, Apple CarPlay, Android Auto), модуль зв'язку DCM і 10-дюймовий кольоровий проєкційний дисплей. В Японії передбачені зв'язок з мережею першої медичної допомоги HELPNET і система автоматичного виклику медичного вертольота D-Call Net при важких аваріях.
Салон Toyota Yaris вміщує п'ять чоловік. У стандартній комплектації тканинна оббивка і регульовані вручну передні сидіння. У салоні Yaris 2020 року використаний пластик, також є софт-тач покриття.
Toyota Yaris четвертого покоління оснащена 1,5-літровим чотирициліндровим двигуном на 106 к.с. Стандартними є шестишвидкісна механічна коробка та передній привід. Шестидіапазонна автоматична коробка передач доступна в якості опції.
Toyota Yaris в базовій комплектації витрачає 7.8 л/100 км в місті і 6 л/100 км на трасі.
Версія седан була представлена в серпні 2022 року, дебютувавши в Таїланді як Yaris Ativ, щоб замінити попередню модель XP150. Модель під назвою AC100 була розроблена компанією Daihatsu на платформі компанії DNGA-B.
Mazda2 Hybrid на базі Yaris Hybrid виробляється з грудня 2021 року та надійшов у продаж у 2022 році разом зі старішою моделлю DJ з бензиновим двигуном, виготовленою Mazda.

### Двигуни
- 1.0 L 1KR-FE I3 69 к.с.
- 1.5 L M15A-FKS I3 120 к.с.
- 1.5 L M15A-FXE I3 (hybrid) 116 к.с.
- 1.6 L G16E-GTS I3-T 272 к.с. 370 Нм (GR Yaris)

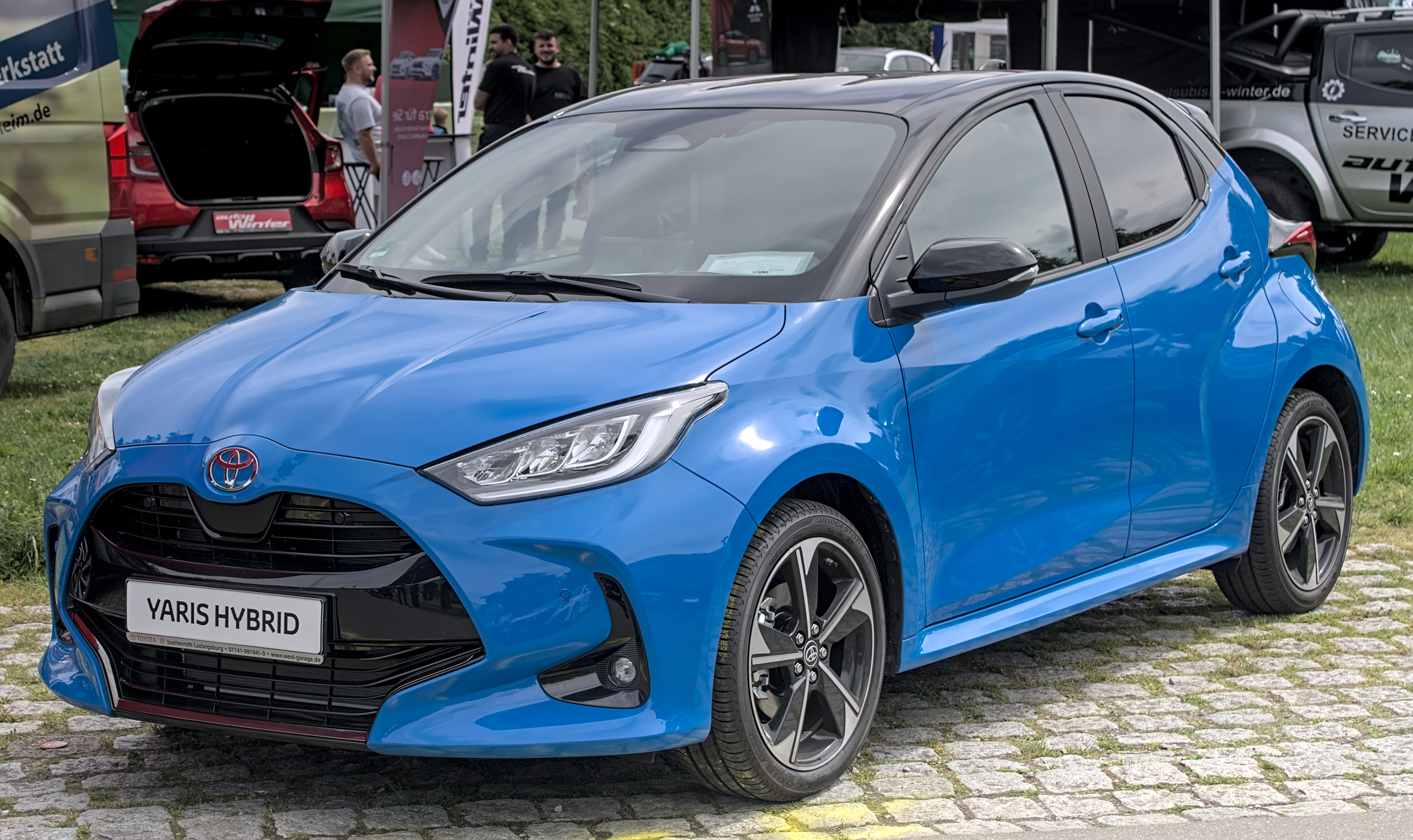
гетчбек Toyota Yaris (XP210)
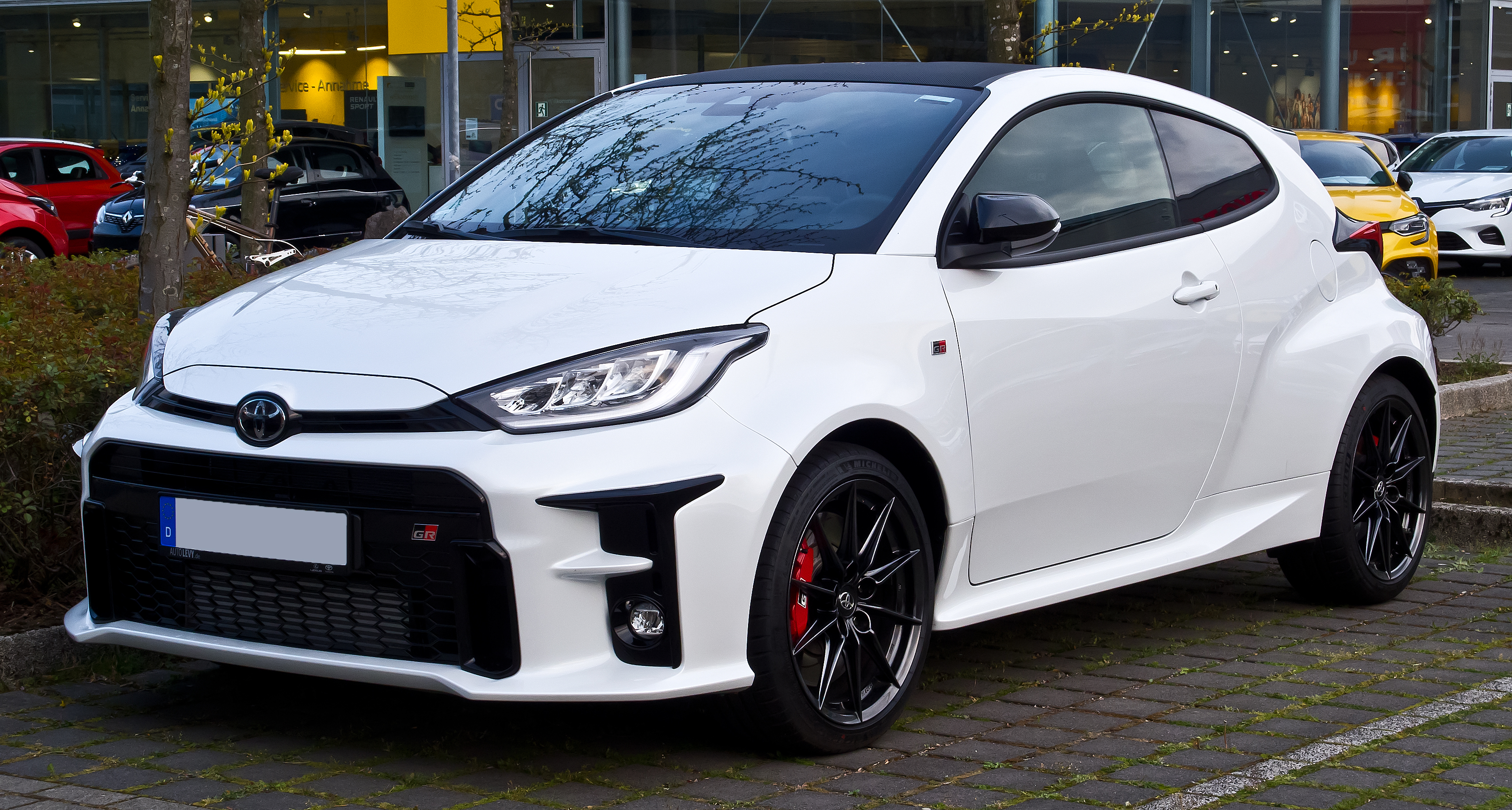
GR Yaris Докладніше: Toyota GR Yaris
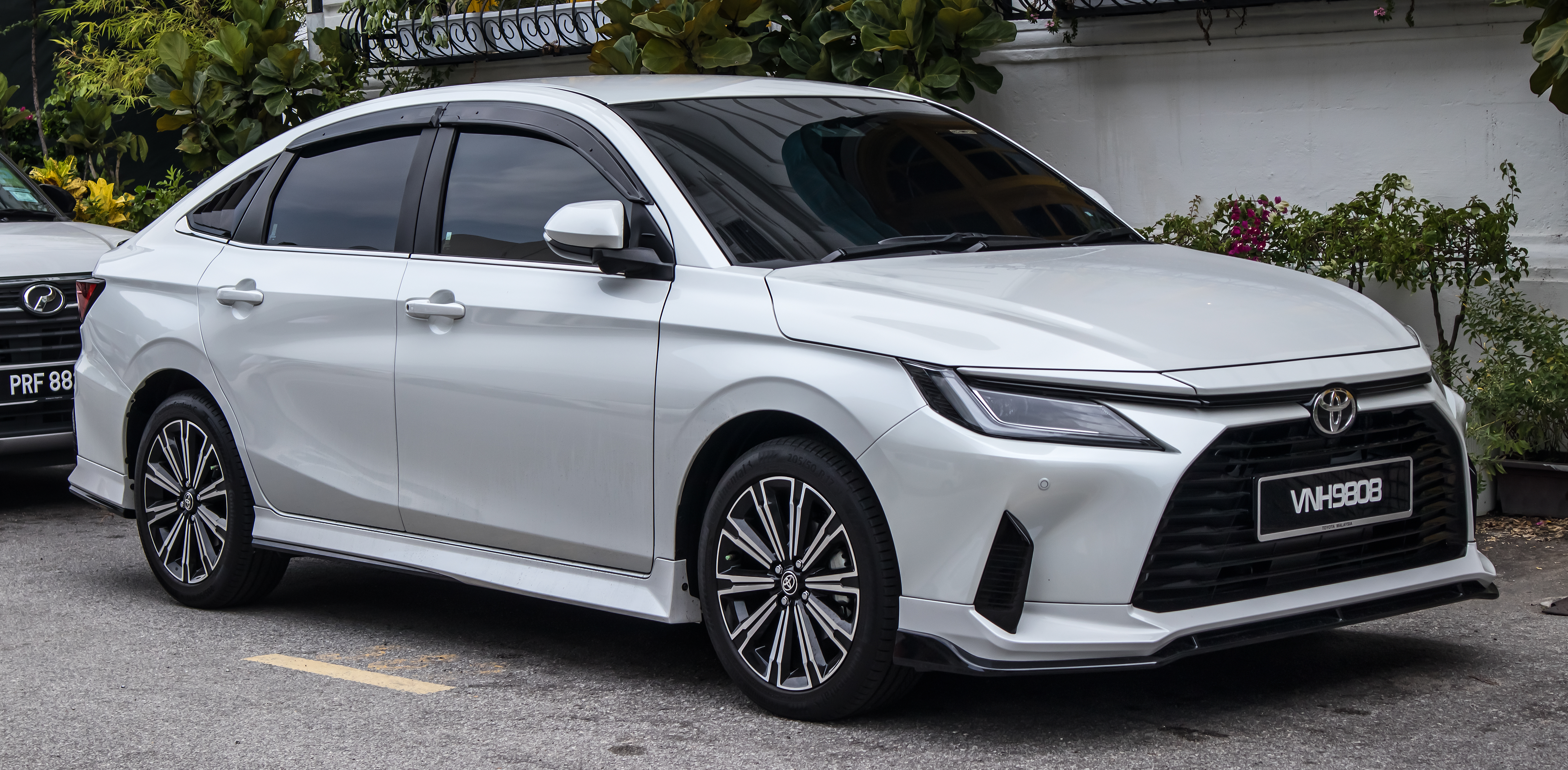
седан Toyota Vios (AC100)
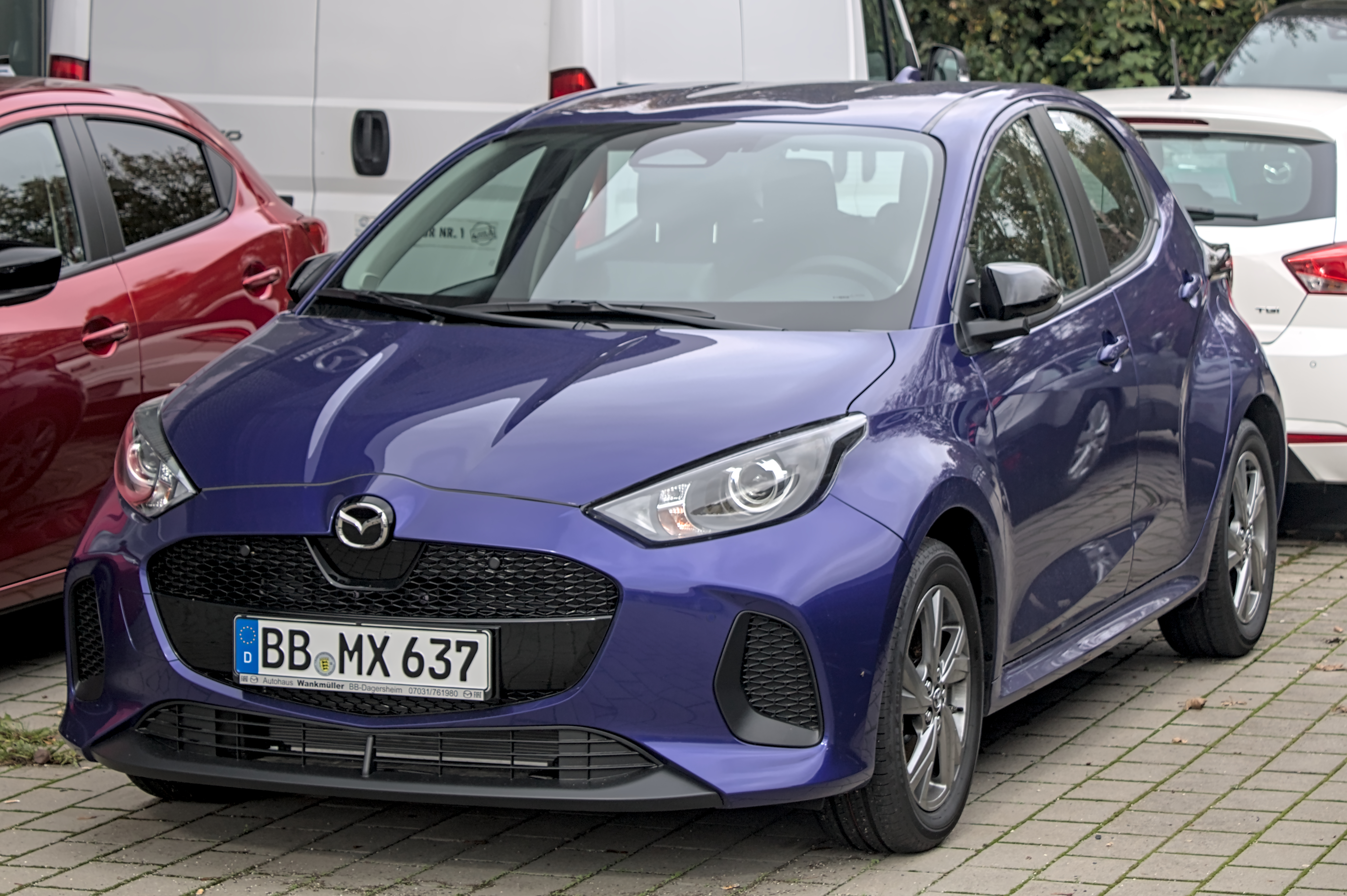
гетчбек Mazda2 Hybrid (на базі Yaris XP210)

## Продажі
| рік  | Європа  | США     | США            | Канада | Мексика         | Мексика         | Мексика         | Австралія | Китай  | Китай   | Таїланд |
| рік  | хетчбек | хетчбек | Scion/Yaris iA | Канада | седан           | хетчбек         | Yaris R         | Австралія | седан  | хетчбек | Таїланд |
| ---- | ------- | ------- | -------------- | ------ | --------------- | --------------- | --------------- | --------- | ------ | ------- | ------- |
| 1998 | 3       |         |                |        |                 |                 |                 |           |        |         |         |
| 1999 | 124,755 |         |                |        |                 |                 |                 |           |        |         |         |
| 2000 | 187,716 |         |                |        |                 |                 |                 |           |        |         |         |
| 2001 | 195,875 |         |                |        |                 |                 |                 |           |        |         |         |
| 2002 | 195,994 |         |                |        |                 |                 |                 |           |        |         |         |
| 2003 | 193,831 |         |                |        |                 |                 |                 |           |        |         |         |
| 2004 | 231,187 |         |                |        |                 |                 |                 |           |        |         |         |
| 2005 | 213,975 |         |                | 6,177  |                 |                 |                 | 3,562     |        |         |         |
| 2006 | 238,420 | 70,308  |                | 34,202 |                 |                 |                 | 27,990    |        |         |         |
| 2007 | 256,267 | 84,799  |                | 34,424 | 9,172           | 3,915           |                 | 29,663    |        |         |         |
| 2008 | 223,673 | 102,328 |                | 40,602 | 9,235           | 5,021           |                 | 26,097    |        | 18,868  |         |
| 2009 | 212,923 | 63,743  |                | 23,773 | 4,427           | 2,454           |                 |           |        | 17,897  |         |
| 2010 | 162,534 | 40,076  |                | 13,817 | 5,168           | 1,321           |                 |           |        | 27,063  |         |
| 2011 | 141,340 | 32,704  |                | 7,968  | 2,539           | 860             |                 |           |        | 19,323  |         |
| 2012 | 172,601 | 30,590  |                | 10,955 | 2,007           | 1,064           |                 |           |        | 12,341  |         |
| 2013 | 163,326 | 21,342  |                | 7,633  | 2,606           | 1,194[джерело?] |                 |           |        | 13,135  |         |
| 2014 | 169,016 | 13,274  |                | 8,530  | 2,121           | 2,572[джерело?] |                 |           |        | 73,299  | 52,809  |
| 2015 | 182,407 | 16,779  | 7,605          | 8,196  | 8,000           | 3,018[джерело?] | 3,099[джерело?] |           |        | 64,724  | 36,212  |
| 2016 | 192,005 | 10,872  | 27,983         | 7,779  | 13,365          | 3,015           | 6,762[джерело?] |           |        | 63,443  | 36,684  |
| 2017 | 198,578 | 8,653   | 35,727         | 7,061  | 15,712          | 3,905[джерело?] | 2,932           |           | 40,414 | 54,089  | 44,200  |
| 2018 | 215,968 | 1,940   | 25,269         | 7,236  | 16,643          | 3,930           | 2,259           |           | 41,355 | 54,335  | 68,254  |
| 2019 | 211,216 | 21,916  | 21,916         | 6,256  | 9,451           | 1,919           | 1,122           |           | 49,062 | 66,062  | 26,679  |
| 2020 | 179,867 | 6,436   |                | 2,399  | 7,059[джерело?] | 962[джерело?]   | 408             |           | 25,436 | 88,300  | 20,337  |

## Хронологія
| Хронологія Toyota Yaris, 1999 — сьогодення |
| ------------------------------------------ |
|                                            |